# Liste der Biografien/Witt
Liste der Biografien |
Portal Biografien |
Personensuche
# |
A |
B |
C |
D |
E |
F |
G |
H |
I |
J |
K |
L |
M |
N |
O |
P |
Q |
R |
S |
T |
U |
V |
W |
X |
Y |
Z |
?
 
Wa |
Wc |
Wd |
We |
Wh |
Wi |
Wj |
Wl |
Wn |
Wo |
Wr |
Ws |
Wt |
Wu |
Ww |
Wy |
Wz
 
Wia |
Wib |
Wic |
Wid |
Wie |
Wif |
Wig |
Wih |
Wii |
Wij |
Wik |
Wil |
Wim |
Win |
Wio |
Wip |
Wir |
Wis |
Wit |
Wiv |
Wiw |
Wix |
Wiz
 
Wita |
Witb |
Witc |
Witd |
Wite |
Witg |
With |
Witi |
Witj |
Witk |
Witl |
Witm |
Witn |
Wito |
Witp |
Witr |
Wits |
Witt |
Witu |
Witv |
Witw |
Witz
Die Liste der Biografien führt alle Personen auf, die in der deutschsprachigen Wikipedia einen Artikel haben. Dieses ist eine Teilliste mit 864 Einträgen von Personen, deren Namen mit den Buchstaben „Witt“ beginnt.

## Witt
- Witt, Alexander (* 1952), chilenischer Filmemacher
- Witt, Alexander Adolfowitsch (1902–1938), russischer theoretischer Physiker
- Witt, Alfred Nikolaus (1914–1999), deutscher Orthopäde und Hochschullehrer
- Witt, Alicia (* 1975), US-amerikanische Schauspielerin und MusikerinAlicia Witt (* 1975)

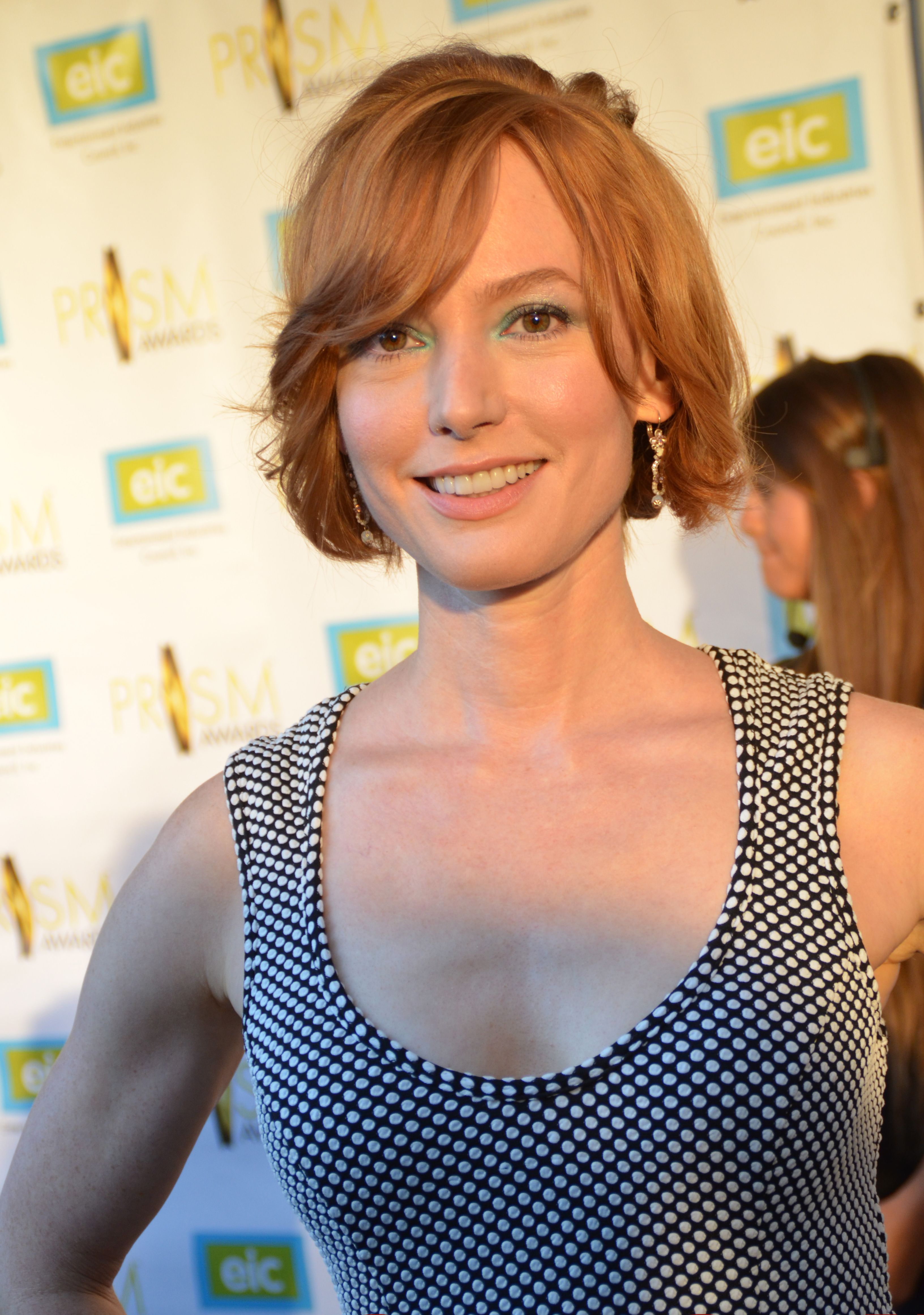
Alicia Witt (* 1975)

- Witt, Andries de (1573–1637), niederländischer Politiker; amtierender Landesadvokat von Holland (1619–1621)
- Witt, Anja (* 1965), deutsche Malerin
- Witt, Anna (* 1981), deutsche Künstlerin
- Witt, Arthur Nikolaus (1890–1964), deutscher Studienrat, niederdeutscher Schriftsteller und Heimatforscher
- Witt, August F. (1931–2002), österreichischer Forscher auf dem Gebiet elektronischer Materialien
- Witt, Ayke (* 1992), deutscher Popsänger
- Witt, Bernhard (1899–1967), deutscher Politiker (SPD), MdL
- Witt, Bill (1921–2013), US-amerikanischer Fotograf
- Witt, Bobby Jr. (* 2000), amerikanischer Baseballspieler
- Witt, Brendan (* 1975), kanadischer Eishockeyspieler
- Witt, Carl (1815–1891), deutscher Altphilologe und Gymnasiallehrer, liberaler Politiker, Mitglied der Preußischen Nationalversammlung
- Witt, Carl-August (* 1938), deutscher Ingenieur der Metallhüttenkunde und Hochschullehrer
- Witt, Carl-Heinz, deutscher Rechtswissenschaftler und Hochschullehrer
- Witt, Christian Friedrich († 1717), deutscher Kirchenmusiker und Komponist des Barock
- Witt, Christian Volkmar (* 1980), evangelischer Theologe
- Witt, Claudia de (* 1962), deutsche Pädagogin
- Witt, Claus Peter (1932–2017), deutscher Fernsehregisseur und Drehbuchautor
- Witt, Cornelis de (1623–1672), niederländischer Marineoffizier und älterer Bruder von Johan de WittCornelis de Witt (1623–1672)

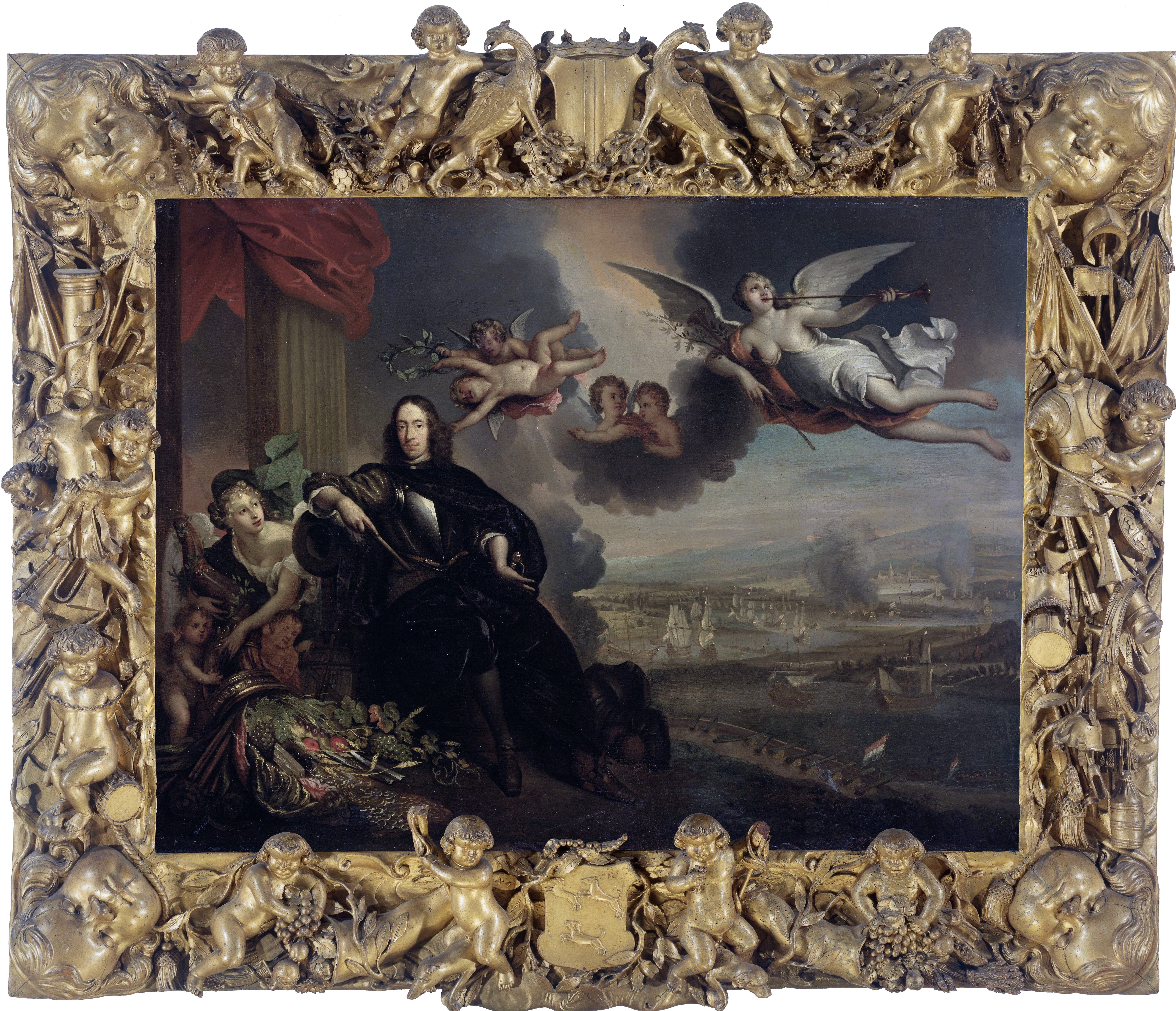
Cornelis de Witt (1623–1672)

- Witt, Cornelis Fransz. de (1545–1622), niederländischer Politiker
- Witt, Dieter (* 1941), deutscher Wirtschaftswissenschaftler
- Witt, Eberhard (* 1945), deutscher Journalist, Regisseur und Intendant
- Witt, Edgar E. (1876–1965), US-amerikanischer Politiker
- Witt, Elmar (* 1960), deutscher Dirigent, Hornist und Musikpädagoge
- Witt, Emily (* 1981), US-amerikanische Journalistin
- Witt, Erna (1911–2006), deutsche Politikerin (FDP), MdHB
- Witt, Ernst (1898–1971), deutscher Architekt, Hochschullehrer und Konsistorialbaumeister
- Witt, Ernst (1901–1977), deutscher Maler
- Witt, Ernst (1911–1991), deutscher MathematikerErnst Witt (1911–1991)

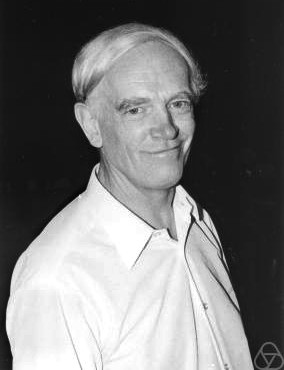
Ernst Witt (1911–1991)

- Witt, Fanny (1838–1900), deutsche Theaterschauspielerin
- Witt, Franz Xaver (1834–1888), deutscher Kirchenmusiker
- Witt, Frieda (1875–1963), deutsche Malerin und Zeichnerin
- Witt, Friedrich (1770–1836), deutscher Kapellmeister und Komponist
- Witt, Friedrich (1863–1914), deutscher evangelisch-lutherischer Theologe
- Witt, Friedrich (1895–1966), deutscher Politiker (DP), MdHB
- Witt, Friedrich (1930–2015), deutscher Kontrabassist
- Witt, Fritz (1908–1944), deutscher SS-Brigadeführer im Zweiten Weltkrieg
- Witt, Georg (1899–1973), deutscher Filmproduzent
- Witt, Georg (1909–1975), deutscher Politiker (CDU), MdL
- Witt, Gerhard (1912–1945), deutscher römisch-katholischer Geistlicher und Märtyrer
- Witt, Günter (* 1925), deutscher Sportwissenschaftler, Hochschullehrer
- Witt, Gustav (1866–1946), deutscher Astronom
- Witt, Hanne, deutsche Tischtennisspielerin
- Witt, Hans (1890–1974), deutscher Landrat
- Witt, Harald (* 1952), deutscher Fußballtorhüter
- Witt, Harry (* 1954), deutscher Fußballspieler und -trainer
- Witt, Heinrich (1799–1892), Kaufmann aus Altona, der die größte Zeit seines Lebens in Peru verbrachte
- Witt, Heinrich (1876–1954), deutscher Gewerkschafter und Politiker (SPD), MdL
- Witt, Helmut (1927–2016), deutscher Radiologe und Chefarzt des Röntgendiagnostischen Zentralinstitut am Rudolf-Virchow-Krankenhaus
- Witt, Herbert (1900–1980), deutscher Drehbuchautor
- Witt, Hermann de (1856–1909), deutscher Jurist und Politiker (Zentrum), MdR
- Witt, Horst Tobias (1922–2007), deutscher Biophysiker
- Witt, Hubert (1935–2016), deutscher Herausgeber und Übersetzer
- Witt, Ingo, deutscher evangelischer Theologe, Journalist und Redakteur des ZDF
- Witt, Ingo (* 1965), deutscher Mathematiker
- Witt, Iwan Ossipowitsch (1781–1840), russischer General der Kavallerie
- Witt, Jacob de (1589–1674), niederländischer Politiker; Bürgermeister von Dordrecht
- Witt, Jacob Fransz de (1548–1621), Dordrechter Patrizier und Bürgermeister
- Witt, Jann M. (* 1967), deutscher Historiker und Sachbuchautor
- Witt, Joachim (* 1949), deutscher Musiker und SchauspielerJoachim Witt (* 1949)

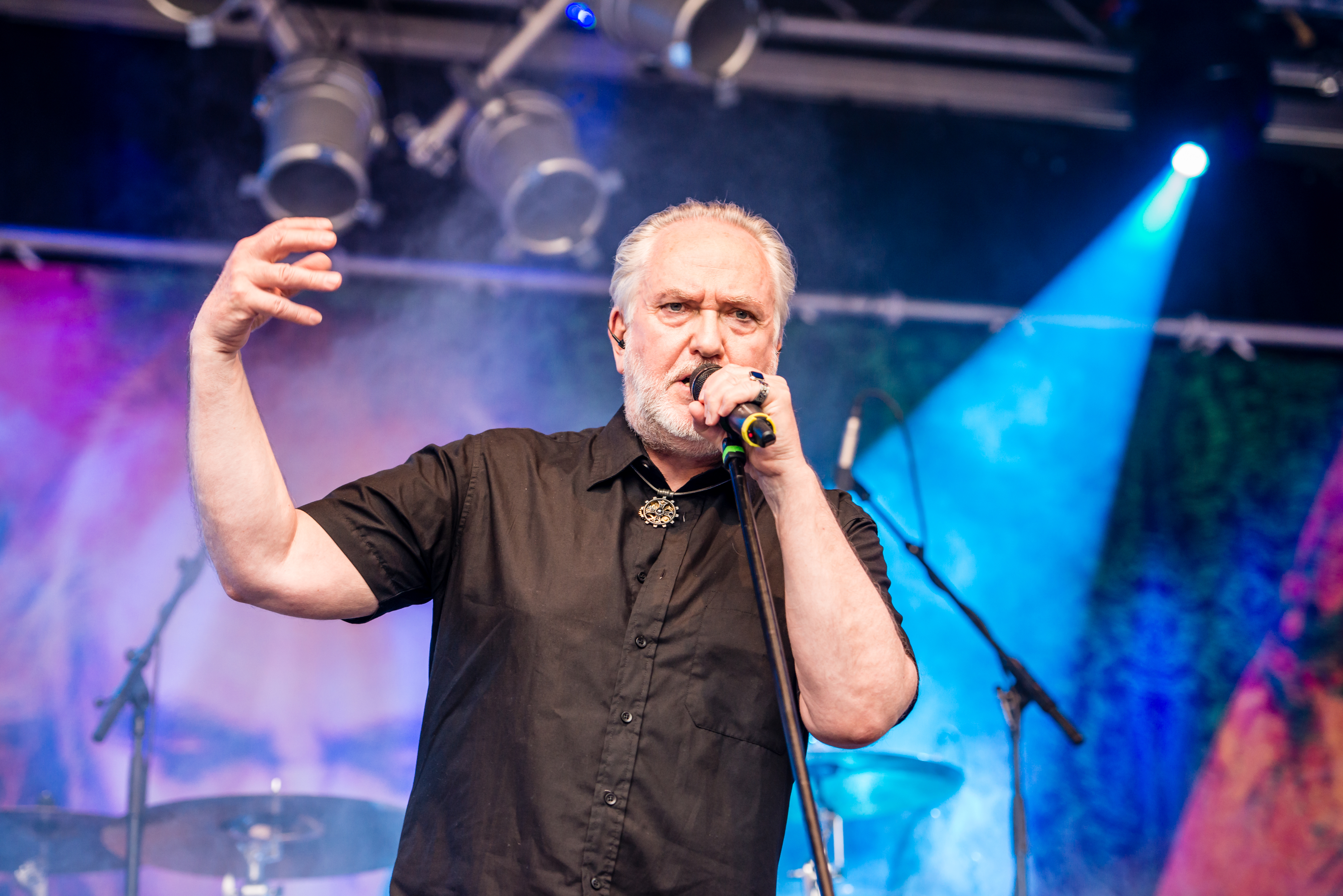
Joachim Witt (* 1949)

- Witt, Johan de (1618–1676), holländischer Politiker aus dem Patriziergeschlecht De Witt
- Witt, Johan de (1625–1672), niederländischer Politiker, Ratspensionär (1653–1672)
- Witt, Johan de (1662–1701), niederländischer Patrizier und Bibliophiler
- Witt, Johan III. de (1694–1751), Präsident der Rechenkammer der Österreichischen Niederlande
- Witt, Johann (1833–1915), deutscher Kaufmann und Politiker, MdHB
- Witt, Johann (* 1986), deutscher Boxer
- Witt, John (* 1961), US-amerikanischer Freestyle-Skisportler
- Witt, Josef (1901–1994), österreichischer Opernsänger (Tenor) und Gesangspädagoge
- Witt, Josef von (1843–1887), böhmisch-deutscher Sänger (Tenor)
- Witt, Josephine (* 1993), deutsche Femen-Aktivistin
- Witt, Julian Adiputra (* 1985), deutscher Drehbuchautor und Regisseur
- Witt, Julius (1835–1879), deutscher Theaterschauspieler und -leiter
- Witt, Karen, englische Tischtennisspielerin
- Witt, Karl (* 1923), deutscher Fußballspieler
- Witt, Karl Friedrich August (1832–1910), deutscher Apotheker
- Witt, Karl Josef (* 1951), deutscher Bauingenieur für Grundbau und Bodenmechanik
- Witt, Karl Julius (1885–1969), deutscher Politiker (DNVP/NSDAP), MdHB, Hamburger Senator
- Witt, Karl Wilhelm (* 1851), deutscher Gutsbesitzer und Politiker, MdR
- Witt, Katarina (* 1965), deutsche Eiskunstläuferin, zweifache OlympiasiegerinKatarina Witt (* 1965)

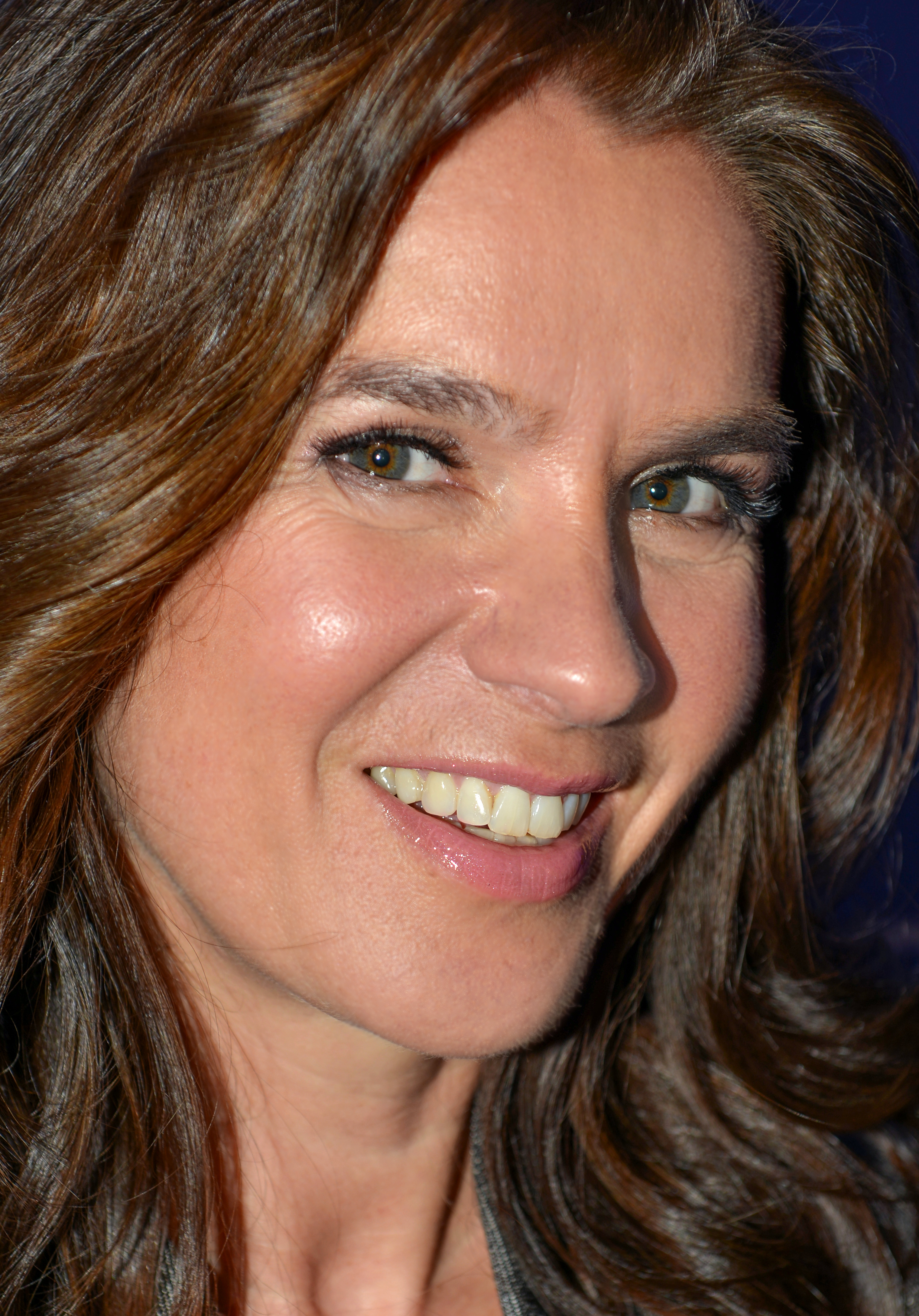
Katarina Witt (* 1965)

- Witt, Katharina (* 1979), deutsche Squashspielerin
- Witt, Kerstin de (* 1976), deutsche Blockflötistin
- Witt, Klaus (1943–2021), deutscher Fußballspieler
- Witt, Kurt (* 1962), deutscher Musiker, Trompeter und Flügelhornspieler
- Witt, Kurt-Ulrich (* 1953), deutscher Mathematiker
- Witt, Leopold Friedrich (1811–1890), deutscher Theaterkapellmeister, Opern- und Theaterdirektor und Komponist
- Witt, Lothar (* 1935), deutscher Funktionär von FDJ und SED, MdV
- Witt, Lotte (1870–1938), deutsche Theaterschauspielerin
- Witt, Matthias (* 1951), deutscher Politiker (CDU), MdHB
- Witt, Maximilian (1887–1942), deutscher römisch-katholischer Geistlicher und Märtyrer
- Witt, Michael (1940–2012), deutscher Kirchenmusiker
- Witt, Nikolaus (1834–1890), deutscher Gutsbesitzer und Politiker, MdR
- Witt, Nina (* 1987), deutsche Schauspielerin und Synchronsprecherin
- Witt, Oscar (* 1901), deutscher Volkswirt und Staatsbeamter
- Witt, Oskar (1892–1957), deutscher Bildhauer, Keramiker und Maler
- Witt, Otto (1875–1923), schwedischer Ingenieur und Autor
- Witt, Otto Nikolaus (1853–1915), russischer Chemiker
- Witt, Paul (* 1955), deutscher Verwaltungswissenschaftler und Professor
- Witt, Paul Junger (1941–2018), US-amerikanischer Filmproduzent
- Witt, Peter (1869–1948), US-amerikanischer Politiker und Verkehrsexperte
- Witt, Peter Werner (1901–1971), deutscher Ministerialbeamter
- Witt, Peter-Christian (1943–2022), deutscher Historiker
- Witt, Peter-Uwe (* 1942), deutscher Schauspieler und Kommunalpolitiker
- Witt, Philipp, Wegelagerer im Spessart
- Witt, Pit (* 1959), deutscher Musiker und Filmkomponist
- Witt, Rainer (1943–2014), deutscher Journalist
- Witt, Reimer (1941–2018), deutscher Archivar
- Witt, Reinhard (* 1953), Biologe, Journalist und Planer
- Witt, Sigismund (1898–1946), deutscher Komponist, Pianist und Orchesterleiter
- Witt, Silvio (* 1978), deutscher parteiunabhängiger Politiker, Oberbürgermeister von Neubrandenburg
- Witt, Sophie (* 1983), deutsche Literaturwissenschaftlerin
- Witt, Susi (1910–1989), österreichische Schauspielerin
- Witt, Sven-Christian (* 1967), deutscher Jurist, Richter am Bundesfinanzhof
- Witt, Thomas (* 1966), deutscher römisch-katholischer Geistlicher
- Witt, Thomas de († 1645), Dordrechter Patrizier und Bürgermeister
- Witt, Thomas de (1548–1601), Dordrechter Patrizier und Bürgermeister
- Witt, Udo (* 1956), deutscher Kirchenmusiker
- Witt, Uwe (1939–2025), deutscher Fußballspieler
- Witt, Uwe (* 1959), deutscher Politiker (Bündnis Deutschland, zuvor AfD, Zentrum), MdBUwe Witt (* 1959)

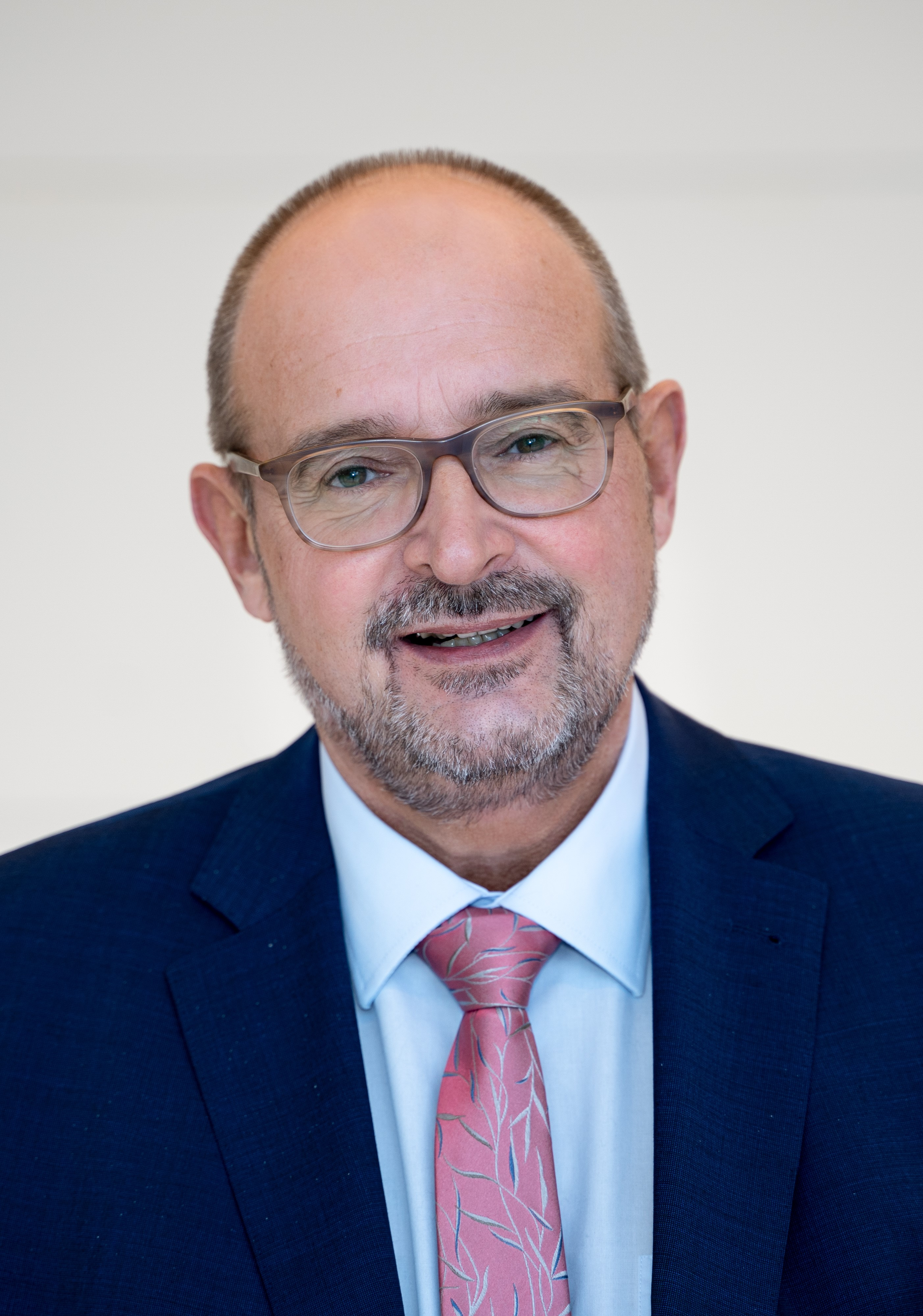
Uwe Witt (* 1959)

- Witt, Vera (* 1886), deutsche Schauspielerin
- Witt, Volkmar (1949–2018), deutscher Schauspieler
- Witt, Wastl (1882–1955), deutscher Volksschauspieler
- Witt, Werner (1906–1999), deutscher Kartograph und Landesplaner
- Witt, Werner (* 1947), deutscher Fußballspieler
- Witt, Wilhelm (* 1869), deutscher Reichsgerichtsrat
- Witt, Willem de (1516–1596), Dordrechter Patrizier und Bürgermeister
- Witt, Wittus (* 1949), deutscher Zauberkünstler, Autor und HerausgeberWittus Witt (* 1949)

Wittus Witt (* 1949)

- Witt-Brattström, Ebba (* 1953), schwedische Literaturwissenschaftlerin
- Witt-Dörring, Christian (* 1953), österreichischer Skirennläufer
- Witt-Hidé, Edith (1928–2009), deutsche Illustratorin und Malerin
- Witt-Loers, Stephanie (* 1964), deutsche Fachautorin
- Witt-Schlumberger, Marguerite de (1853–1924), französische Feministin
- Witt-Stahl, Susann (* 1961), deutsche Journalistin

### Witta
- Witta von Büraburg, Bischof und Missionar
- Witta, Jacques (* 1934), französischer Filmeditor
- Wittauer, Klaus (* 1960), österreichischer Politiker (FPÖ, BZÖ), Abgeordneter zum Nationalrat
- Wittaya Madlam (* 1985), thailändischer Fußballspieler
- Wittaya Thanawatcharasanti (* 1996), thailändischer Fußballspieler

### Wittb
- Wittber, Margarete (1898–1964), deutsche Lehrerin und Schriftstellerin
- Wittbrock, Marc (* 1970), deutscher Eishockeyspieler
- Wittbrodt, Emily (* 1994), deutsche Cellistin
- Wittbrodt, Maraike (* 1953), deutsche Hörspielautorin und -dramaturgin
- Wittbrodt, Wilhelm (1878–1961), deutscher Reformpädagoge und Politiker

### Wittc
- Wittchen, Hans-Ulrich (* 1951), deutscher Klinischer Psychologe und Psychotherapeut
- Wittchen, Herbert, deutscher Handballtrainer
- Wittchow, Frank (* 1942), deutscher Science-Fiction-Schriftsteller, Redakteur und Physiker
- Wittchow, Frank (* 1967), deutscher Altphilologe und Hochschullehrer

### Wittd
- Wittdorf, Jürgen (1932–2018), deutscher Grafiker, Maler und IllustratorJürgen Wittdorf (1932–2018)

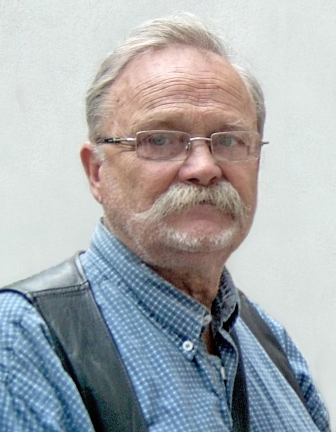
Jürgen Wittdorf (1932–2018)

### Witte
- Witte de Limminghe, Vincenz Philipp de († 1799), deutscher Politiker, Schöffe und Bürgermeister der Reichsstadt Aachen
- Witte, Alfred (1878–1941), deutscher Vermessungstechniker und Astrologe
- Witte, Andreas (* 1955), deutscher Sport-, Fernseh- und Hörfunkreporter und Moderator
- Witte, Andreas (* 1961), deutscher Jazzmusiker (Schlagzeug)
- Witte, Ann Dryden (* 1942), US-amerikanische Wirtschaftswissenschaftlerin
- Witte, Annett (* 1972), deutsche Politikerin (FDP)Annett Witte (* 1972)

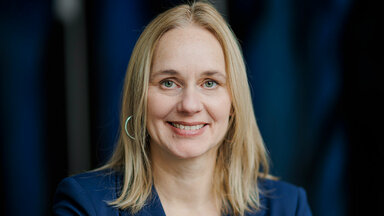
Annett Witte (* 1972)

- Witte, August (1840–1883), deutscher Goldschmied
- Witte, August (1890–1968), deutscher Politiker (DP), MdL
- Witte, Barthold C. (1928–2018), deutscher Ministerialbeamter (FDP)
- Witte, Beatrice (* 1961), Schweizer Tischtennisspielerin
- Witte, Bernd (1942–2022), deutscher Literaturwissenschaftler
- Witte, Bernhard († 1442), deutscher Zisterzienser und Abt des Klosters Doberan
- Witte, Bernhard, Chronist des Benediktinerklosters Liesborn
- Witte, Bernhard (1868–1947), deutscher Stiftsgoldschmied
- Witte, Bernhard Heinrich (1926–2015), deutscher Ordensgeistlicher, Bischof von Concepción in Argentinien
- Witte, Bertold (* 1937), deutscher Geodät
- Witte, Bodo (1930–2015), deutscher Schauspieler, Theaterregisseur und -intendant
- Witte, Carl Diedrich (1782–1854), Bremer Kaufmann und Senator
- Witte, Carla (1889–1943), deutsch-uruguayische Malerin, Bildhauerin und Lehrerin
- Witte, Carmen (* 1961), Schweizer Tischtennisspielerin
- Witte, Charlotte de (* 1992), belgische Techno-DJ und MusikproduzentinCharlotte de Witte (* 1992)

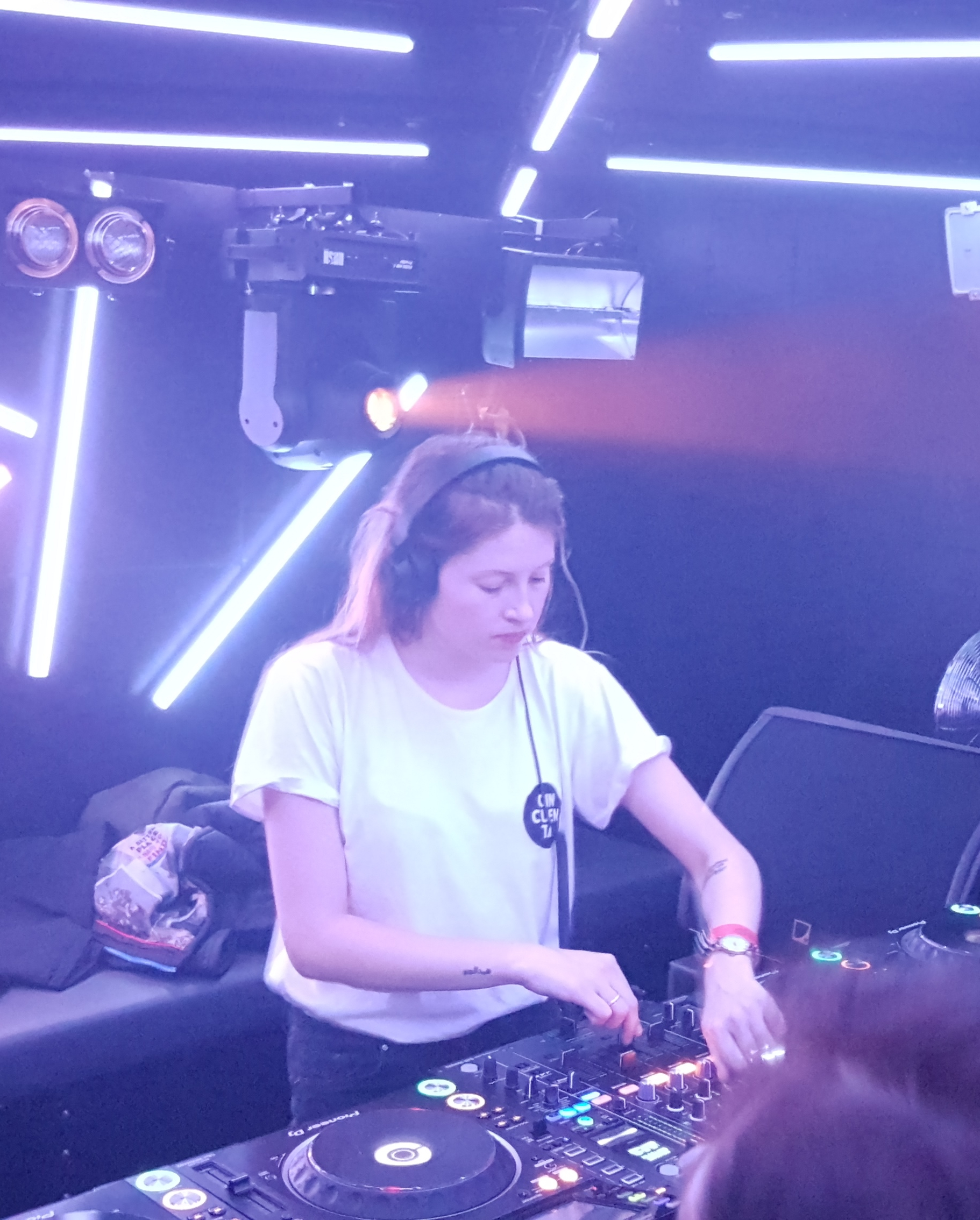
Charlotte de Witte (* 1992)

- Witte, Christian Gottlieb Friedrich (1802–1873), niederländischer Orgelbauer
- Witte, Curt (1882–1959), deutscher Maler
- Witte, Daniela, Journalistin und Fernsehmoderatorin in der ARD
- Witte, Detlev (1926–2004), deutscher Schauspieler, Synchronsprecher und Hörspielregisseur
- Witte, Dieter (1937–2008), deutscher Industriedesigner
- Witte, Dominikus (* 1956), deutscher freischaffender Künstler
- Witte, Eberhard (1928–2016), deutscher Wirtschaftswissenschaftler
- Witte, Eduard Julius Hugo (1810–1887), deutscher Salinenbesitzer und königlich hannoverscher Burghauptmann auf Schloss Marienburg
- Witte, Emanuel de († 1692), niederländischer Maler
- Witte, Emil (1905–1975), deutscher Verwaltungsbeamter und Politiker (SPD)
- Witte, Erich (1911–2008), deutscher Theaterschauspieler, Opernsänger (Tenor) und Opernregisseur
- Witte, Erich H. (* 1946), deutscher Psychologe
- Witte, Ernst (1829–1910), deutscher Jurist und Politiker (NLP), MdR
- Witte, Eugen de (1882–1952), tschechoslowakischer Politiker (DSAP)
- Witte, Fabio (* 1993), deutscher Unihockeyspieler
- Witte, Franz (1927–1971), deutscher Maler
- Witte, Franz-Werner (1923–2019), deutscher Jurist und Historiker
- Witte, Frido (1881–1965), deutscher Künstler des Jugendstils und später des poetischen Realismus
- Witte, Friedrich (1829–1893), deutscher Apotheker, Fabrikant und Politiker (DFP), MdR
- Witte, Friedrich (1900–1977), deutscher Eisenbahningenieur
- Witte, Friedrich (* 1979), deutscher Theaterschauspieler
- Witte, Friedrich Carl (1864–1938), deutscher Chemiker, Fabrikant und Politiker
- Witte, Friedrich Christian (1771–1841), deutscher Jurist und Königlich Hannoverscher Hofrat
- Witte, Friedrich Ernst (1803–1872), deutscher Verwaltungsjurist und Fossiliensammler
- Witte, Fritz (1876–1937), deutscher Theologe, Priester und Kunsthistoriker
- Witte, Georg (* 1952), deutscher Komparatist, Slawist und Übersetzer
- Witte, Georg Friedrich (1799–1865), Stadtsyndikus und Appellationsgerichtsrat
- Witte, Georg Hendrik (1843–1929), niederländischer Komponist, Königlicher und Städtischer Musikdirektor
- Witte, Gerd (1927–2015), deutscher Kirchenmusiker, Komponist und Hochschullehrer
- Witte, Gerhard (* 1920), deutscher Fußballspieler
- Witte, Gudrun (* 1962), deutsche Volleyballspielerin
- Witte, Günter R. (1933–2024), deutscher Biologe und Hochschullehrer
- Witte, Gunther (1935–2018), deutscher Dramaturg, Fernsehredakteur, Filmproduzent und Drehbuchautor
- Witte, Gustav (1839–1888), Leiter der Berliner Feuerwehr
- Witte, Gustav (1870–1912), deutscher Pilot
- Witte, Hans (1867–1945), deutscher Archivar und Historiker
- Witte, Hans (1881–1925), deutscher Physiker, Mathematiker und Hochschullehrer
- Witte, Hans de (1583–1630), Hoffaktor, Kaufmann
- Witte, Hans-Heinrich (* 1957), deutscher Wasserbauingenieur
- Witte, Hartmut (* 1952), deutscher Fotograf und Kunsthistoriker
- Witte, Hedwig (1906–1991), deutsche Sängerin und Moderatorin
- Witte, Heinrich († 1523), Bürgermeister der Hansestadt Lübeck
- Witte, Heinrich (1829–1917), niederländischer botanischer Gärtner
- Witte, Heinrich (1854–1903), deutscher Historiker und Gymnasiallehrer
- Witte, Heinrich (1888–1933), deutscher Schauspieler
- Witte, Heinz (1880–1961), deutscher Maler zumeist in Frankreich lebend
- Witte, Heinz (1929–1958), deutscher Fußballspieler
- Witte, Helmut (1909–2008), deutscher Chemiker
- Witte, Helmut (1915–2005), deutscher Offizier, zuletzt Kapitänleutnant, und Manager
- Witte, Helmut (* 1941), deutscher Fußballtrainer
- Witte, Henning (1634–1696), deutsch-baltischer Pädagoge und Literaturhistoriker
- Witte, Herman (1909–1973), niederländischer Politiker
- Witte, Hermann (1666–1728), deutschbaltischer evangelischer Geistlicher
- Witte, Hermann von (1826–1891), preußischer Generalleutnant
- Witte, Jan de (1709–1785), polnischer Architekt und Generalleutnant
- Witte, Jean Carlo (* 1977), brasilianischer Fußballspieler
- Witte, Jean-Joseph-Antoine-Marie de (1808–1889), belgischer Klassischer Archäologe, Epigraphiker und Numismatiker
- Witte, Jens (1941–2003), deutscher Chirurg und Standespolitiker
- Witte, Joachim (* 1921), deutscher Regisseur, Drehbuch- und Hörspielautor
- Witte, Johan Frederik (1840–1902), niederländischer Orgelbauer
- Witte, Johann (1614–1657), deutsch-baltischer Historiker und Archivar
- Witte, Johann Heinrich (1846–1908), deutscher Philosoph, Pädagoge und Kreisschulinspektor
- Witte, Johannes (1877–1945), deutscher evangelischer Theologe und Missionswissenschaftler
- Witte, Johannes de (1475–1540), flämischer Dominikaner und der erste für die Römisch-katholische Kirche in Kuba ernannte Bischof
- Witte, Jörg (* 1964), deutscher Theater- und Filmschauspieler, Regisseur und Dozent
- Witte, Karin (* 1939), deutsche bildende Künstlerin, Malerin und Grafikerin
- Witte, Karl (1800–1883), deutscher Jurist, Dante-Forscher und SchriftstellerKarl Witte (1800–1883)

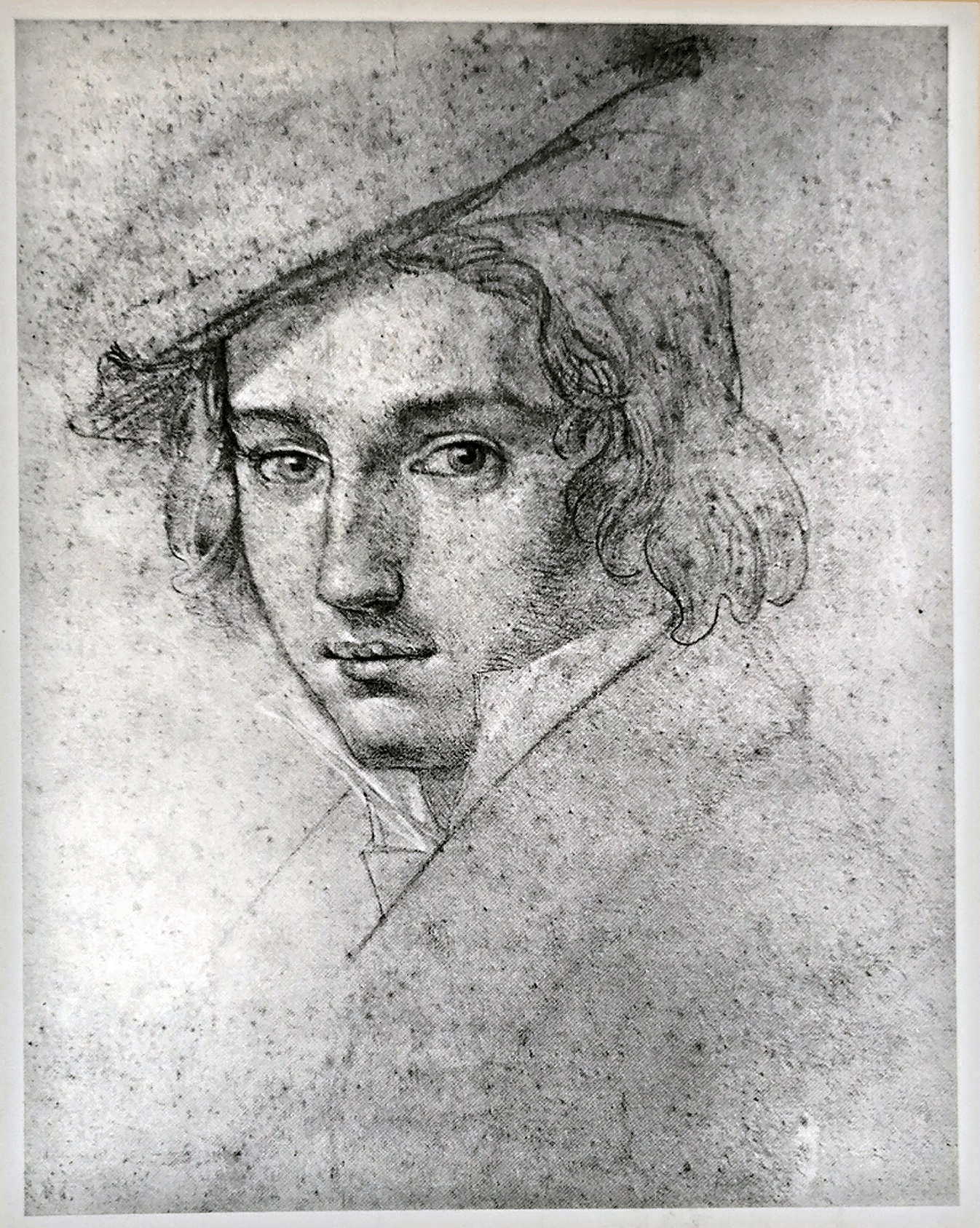
Karl Witte (1800–1883)

- Witte, Karl (1893–1966), deutscher evangelischer Theologe
- Witte, Karl Heinrich Gottfried (1767–1845), deutscher lutherischer Geistlicher und Pädagoge
- Witte, Karl Heinz (* 1936), deutscher Germanist und Psychoanalytiker
- Witte, Karsten (1944–1995), deutscher Filmwissenschaftler
- Witte, Kurt (1885–1950), deutscher Klassischer Philologe
- Witte, Laura (1869–1939), Frauenrechtlerin
- Witte, Laura de (* 1995), niederländische Leichtathletin
- Witte, Leo (1926–1980), deutscher Jurist
- Witte, Leopold (1836–1921), evangelischer Geistlicher und Pädagoge
- Witte, Lisanne de (* 1992), niederländische Leichtathletin
- Witte, Lotte (1918–1940), deutsche Hochseilartistin
- Witte, Louis J. (1894–1975), US-amerikanischer Filmtechniker
- Witte, Ludolf, deutscher Bildhauer der Renaissance
- Witte, Luis Noah (* 2014), deutscher KinderdarstellerLuis Noah Witte (* 2014)

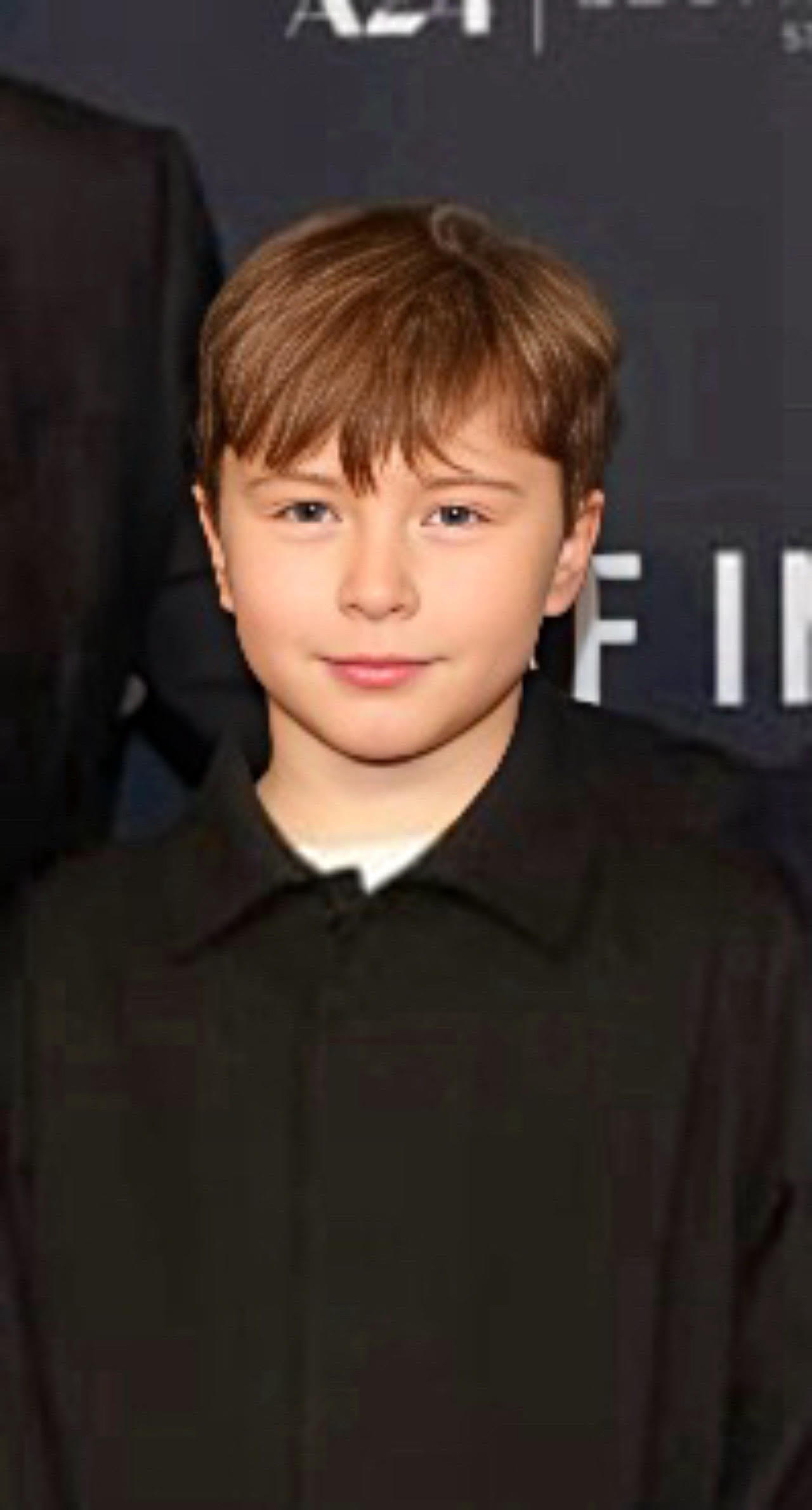
Luis Noah Witte (* 2014)

- Witte, Markus (* 1964), deutscher evangelischer Theologe
- Witte, Markus (* 1970), deutscher Unternehmer
- Witte, Martina (* 1960), deutsche Theaterwissenschaftlerin
- Witte, Max (1909–1955), deutscher Geistlicher
- Witte, Michael (* 1957), deutscher Regisseur und Schauspieler
- Witte, Michael (* 1970), deutscher Musiker, Liedermacher
- Witte, Nicolaus (1618–1688), deutsch-baltischer Mediziner und Erster Stadtphysikus in Riga
- Witte, Norbert (* 1955), deutscher Schausteller
- Witte, Otto (1872–1958), deutscher Jahrmarktskünstler und Hochstapler
- Witte, Otto (1884–1963), deutscher Politiker (SPD), MdR und Präsident des Hessischen Landtags
- Witte, Otto (1903–1997), deutscher Pädagoge und Lehrer
- Witte, Otto Johann (1615–1677), deutscher Jurist und Politiker
- Witte, Owen N. (* 1949), US-amerikanischer Molekularbiologe und Krebsforscher
- Witte, Peter (1641–1713), Landvogt von Fehmarn und Stifter
- Witte, Peter (1822–1902), deutscher Kommunalpolitiker
- Witte, Peter (1876–1949), deutscher Unternehmer und Heimatdichter
- Witte, Peter (1930–2007), deutscher Jazz-Bassist
- Witte, Peter (* 1955), deutscher Gitarrist, Sänger, Komponist und Bandleader
- Witte, Philip (* 1984), deutscher Hockeyspieler
- Witte, Ralf (* 1964), deutscher Straßenbahnfahrer und Opfer eines Justizirrtums
- Witte, Reiner (1955–2023), deutscher Rechtsanwalt, Präsident des Ligaverbandes der Handball-Bundesliga, Handballtorwart
- Witte, Samuel Simon (1738–1802), Theologe und Philosoph
- Witte, Sergei Juljewitsch (1849–1915), russischer Unternehmer und Politiker, MinisterpräsidentSergei Juljewitsch Witte (1849–1915)

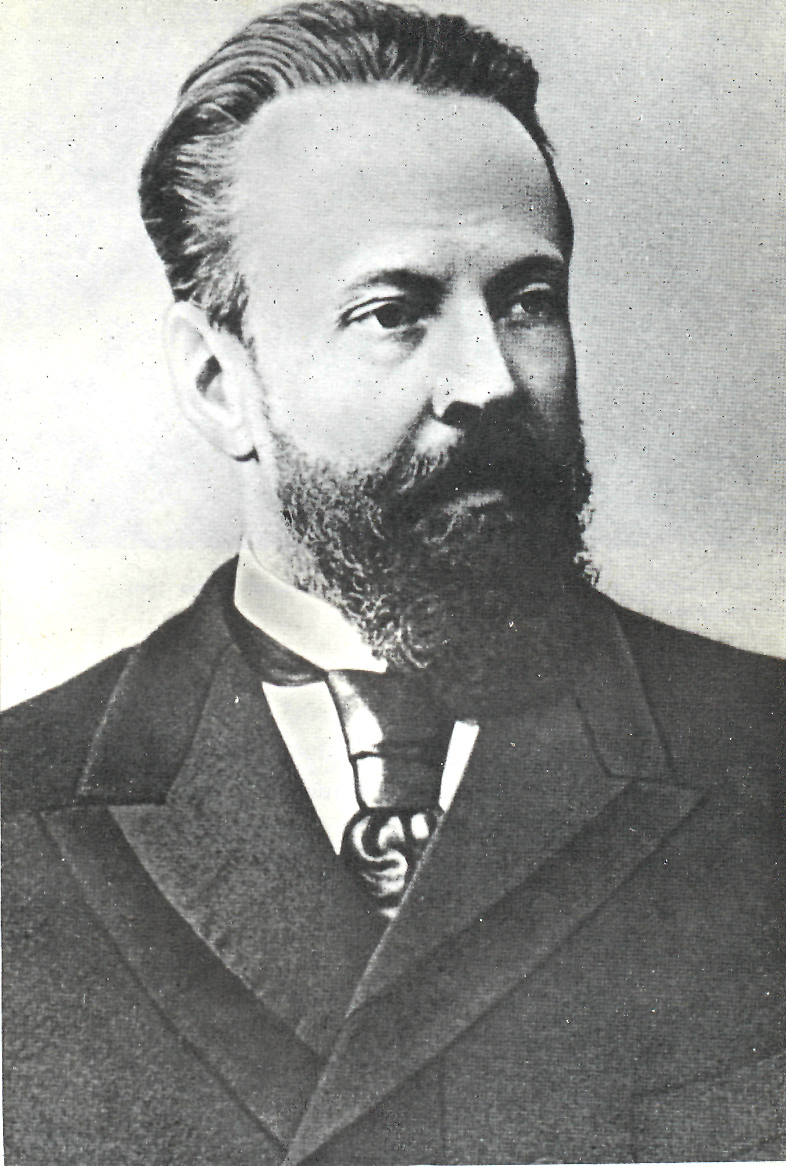
Sergei Juljewitsch Witte (1849–1915)

- Witte, Siegfried (1897–1961), deutscher Politiker (DDP, CDU), MdV
- Witte, Susanne (1905–2005), deutsche Gerechte unter den Völkern
- Witte, Tania, deutsche Schriftstellerin
- Witte, Theodor (1811–1879), deutscher Verwaltungsjurist und Versicherungsdirektor
- Witte, Udo (* 1952), deutscher Film- und Fernsehregisseur
- Witte, Wilhelm (1891–1974), deutscher Bergbauingenieur und Bergwerksdirektor
- Witte, Wilhelm (1915–1985), deutscher Psychologe und Hochschullehrer
- Witte, Wilhelmine (1777–1854), deutsche Astronomin und Selenografin
- Witte, Willi (* 1930), deutscher Politiker (SPD), MdHB
- Witte, William Henry (1817–1876), US-amerikanischer Politiker
- Witte, Willy (1908–1998), deutscher Schauspieler
- Witte, Wolfgang (* 1945), deutscher Mikrobiologe
- Witte-Winter, Jessica (* 1972), deutsche Moderatorin

#### Witteb
- Wittebols, Joseph-Pierre-Albert (1912–1964), belgischer Geistlicher und Apostolischer Vikar von Stanley Falls
- Witteborn, Dietmar (* 1947), deutscher Glasgestalter

#### Wittec
- Witteck, Günther (* 1928), deutscher Politiker (SED)
- Witteck, Lars (* 1974), deutscher Manager und Politiker (CDU), RegierungspräsidentLars Witteck (* 1974)

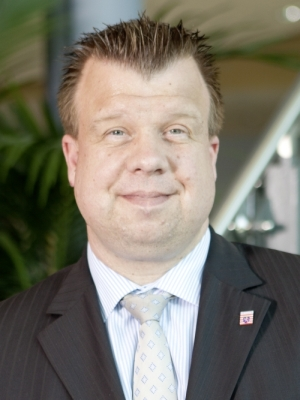
Lars Witteck (* 1974)

#### Wittek
- Wittek (* 1964), deutscher Comiczeichner
- Wittek, Alexander (1852–1894), österreichisch-ungarischer Architekt und Schachspieler
- Wittek, Bruno Hanns (1895–1935), sudetendeutscher Schriftsteller
- Wittek, Eduard (1857–1927), deutscher Orgelbauer in Elbing
- Wittek, Fritz (* 1961), deutscher Jazzmusiker (Schlagzeug)
- Wittek, Gabriele (1933–2024), deutsche Gründerin der Religionsgemeinschaft Universelles Leben
- Wittek, Heinrich von (1844–1930), österreichischer Politiker und Ministerpräsident
- Wittek, Ilvie (* 1992), österreichisches Model
- Wittek, Jens (* 1961), deutscher Radsportler und DDR-Meister im Radsport
- Wittek, Maria (1899–1997), polnische Soldatin, Widerstandskämpferin und Brigadegeneralin
- Wittek, Mathias (* 1989), deutscher Fußballspieler
- Wittek, Maximilian (* 1995), deutscher Fußballspieler
- Wittek, Paul (1894–1978), österreichischer Orientalist und Historiker
- Wittek, Robert (* 1967), österreichischer Komponist und Musiker
- Wittek, Rupert (1942–2017), deutscher Jurist, Richter am Bundesgericht
- Wittek, Thorsten (* 1976), deutscher Fußballspieler
- Wittekind II. von Schwalenberg, Graf von Pyrmont
- Wittekind III. († 1189), Graf von Schwalenberg, Graf von Waldeck
- Wittekind von Schalksberg († 1383), deutscher römisch-katholischer Bischof
- Wittekind, Anton Maria (1806–1858), Kaufmann und Politiker der Freien Stadt Frankfurt
- Wittekind, Hedwig (1896–1949), deutsche Bildhauerin und Judenretterin
- Wittekind, Susanne (* 1964), deutsche Kunsthistorikerin und Hochschullehrerin
- Wittekind, Sven (* 1982), deutscher Techno-DJ und Musikproduzent
- Wittekind, Wolfram, deutscher Sänger und Kirchenmusiker
- Wittekindt, Matthias (* 1958), deutscher Schriftsteller
- Wittekop, Hinrich, deutscher Kunsttischler und Bildschnitzer

#### Wittel
- Wittel, Gaspar van (1653–1736), italienischer Vedutenmaler niederländischer Herkunft
- Witteler, Wilhelm (1909–1993), deutscher KZ-Arzt
- Witteler-Koch, Ruth H. (1947–2019), deutsche Journalistin und Politikerin (FDP), MdL
- Wittels, Fritz (1880–1950), austroamerikanischer Arzt, Psychoanalytiker und Schriftsteller
- Wittels, Julius (1860–1899), österreichischer Schauspieler und Gesangskomiker
- Wittels, Toni (1869–1930), österreichisch-deutsche Bühnen- und Stummfilmschauspielerin
- Wittels, Wolf-Dietrich (1921–1979), österreichischer Dermatologe
- Wittelsberger, Manfred (* 1963), deutscher Organist und Musikwissenschaftler
- Wittelshöfer, Leopold (1818–1889), österreichischer Mediziner und Publizist

#### Wittem
- Wittemaier, Wolfgang (1934–2022), deutscher Fußballspieler
- Wittemak, Johann († 1676), deutscher Offizier, Ingenieur und Deichgraf
- Witteman, Petrus Johannes (1892–1972), niederländischer Politiker und Jurist, Innenminister
- Wittemann, Franz Josef (1866–1931), deutscher Politiker (Zentrum) und Staatspräsident der Republik Baden
- Wittemann, Georg (1811–1889), deutscher Maler
- Wittemeyer, Kerstin (* 1974), deutsche Schauspielerin

#### Witten
- Witten, Claus Hinrich (1811–1877), deutscher Landwirt und Vogt
- Witten, Edward (* 1951), US-amerikanischer Mathematiker und PhysikerEdward Witten (* 1951)

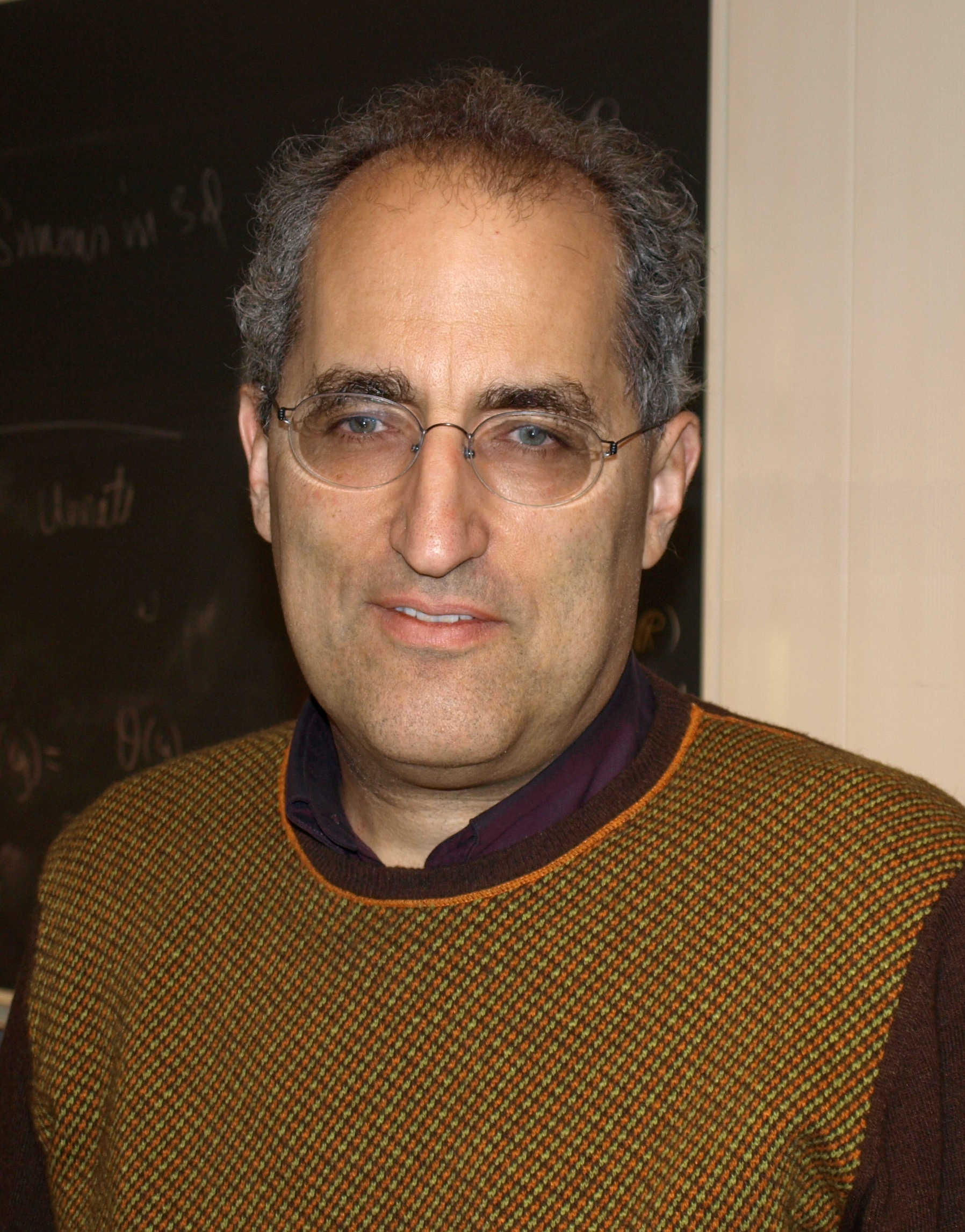
Edward Witten (* 1951)

- Witten, Egmont (1903–1989), deutscher Richter
- Witten, Gerhard (* 1933), deutscher Diplomat, Botschafter der DDR
- Witten, Hans, deutscher Bildhauer
- Witten, Jason (* 1982), US-amerikanischer Footballspieler
- Witten, Jesse (* 1982), US-amerikanischer Tennisspieler
- Witten, Louis (* 1921), US-amerikanischer theoretischer Physiker
- Witten, Paul (1887–1954), deutscher Volkswirt
- Witten, Thomas (* 1944), US-amerikanischer Physiker
- Witten, Ulrich von (1926–2015), deutscher Verwaltungsjurist, Oberstadtdirektor
- Witten, Ulrike (* 1982), deutsche evangelische Religionspädagogin
- Wittenbauer, Ferdinand (1857–1922), österreichischer Techniker und Schriftsteller
- Wittenbecher, Curt (1901–1978), deutscher Maler, Zeichner und Graphiker
- Wittenbecher, Fritz (* 1910), deutscher Fußballspieler und -trainer
- Wittenbecher, Knut (* 1939), deutscher Fußballspieler
- Wittenbeck, Siegfried (1931–2005), deutscher Politiker (SED)
- Wittenberg, Albrecht (1728–1807), deutscher Publizist, Übersetzer und Schriftsteller
- Wittenberg, Alexander Israel (1926–1965), Schweizer Mathematiker und Mathematikdidaktiker
- Wittenberg, Alfred (1880–1952), deutscher Violinist, Pianist und Hochschullehrer
- Wittenberg, Andreas (1938–2024), deutscher Brigadegeneral der Bundeswehr
- Wittenberg, Arvid (1606–1657), schwedischer Offizier (Feldmarschall ab 1655)
- Wittenberg, Henry (1918–2010), US-amerikanischer Ringer
- Wittenberg, Jitzchak (1907–1943), jüdischer Kommunist, Führer der Fareinikte Partisaner Organisatzije im Ghetto Wilna
- Wittenberg, Käthe (1891–1938), deutsche Theater- und Filmschauspielerin
- Wittenberg, Martin (1911–2001), deutscher lutherischer Pfarrer und Theologe
- Wittenberg, Otto (1834–1918), deutscher Landschaftsgärtner
- Wittenberg, Reinhard (* 1945), deutscher Soziologe
- Wittenberg, Wilfried (1928–2021), deutscher Fußballspieler
- Wittenberger, Gerhard (* 1941), deutscher Sozialpädagoge, Supervisor, Gruppendynamiker und Psychoanalytiker
- Wittenberger, Walter (1910–1998), deutscher Chemiker und Sachbuchautor
- Wittenberger, Werner (* 1935), deutscher evangelisch-lutherischer Theologe
- Wittenborg, Johann († 1363), Lübecker Bürgermeister im Mittelalter
- Wittenborn, Dirk (* 1951), US-amerikanischer Schriftsteller und Drehbuchautor
- Wittenborn, George (1905–1974), deutsch-amerikanischer Buchhändler und Verleger
- Wittenborn, Ingo (* 1964), deutscher Radrennfahrer
- Wittenborn, Michael (* 1953), deutscher Schauspieler
- Wittenborn, Rainer (* 1941), deutscher Maler und Grafiker
- Wittenbrink, Franz (* 1948), deutscher Arrangeur, Komponist, Dirigent, Regisseur und Pianist
- Wittenbrink, Theo (1920–1986), deutscher Boxfunktionär und -veranstalter
- Wittenbruch, Wilhelm (1936–2024), deutscher Pädagoge und emeritierter Professor für Erziehungswissenschaften
- Wittenburg, Bernd (* 1950), deutscher Boxer
- Wittenburg, Hans (* 1888), deutscher Politiker
- Wittenburg, Matthias (* 1968), deutscher Unternehmer
- Wittenburg, Otto (1891–1976), deutscher Offizier und Politiker (DP), MdB
- Wittenburg, Pawel Wladimirowitsch (1884–1968), Geologe, Geograph, Polarforscher und Hochschullehrer
- Wittenburg, Rudolf von (1842–1911), preußischer Beamter, Landrat im Landkreis Neustadt O.S. (1872–1886) sowie Präsident der Königlich-Preußischen Ansiedlungskommission (1891–1903)
- Wittenburg, Siegfried (* 1952), deutscher Fotograf und Autor
- Wittenhorst–Sonsfeld, Alexander von (* 1767), preußischer Gutsbesitzer, Kreisdeputierter und 1828/1829 auftragsweise Landrat des Kreises Duisburg
- Wittenhorst-Sonsfeld, Friedrich Otto von (1680–1755), preußischer Generalleutnant und Chef des Dragoner-Regiments Nr. 2
- Wittenhorst-Sonsfeld, Friedrich Wilhelm von (1645–1711), preußischer Generalleutnant
- Wittenhorst-Sonsfeld, Gustav Adolf von (1811–1881), preußischer Generalmajor
- Wittenhorst-Sonsfeld, Otto von (1803–1860), preußischer Verwaltungsbeamter und Landrat des Landkreises Ottweiler
- Wittenmyer, Annie Turner (1827–1900), US-amerikanische Sozialreformerin und Schriftstellerin
- Wittenstein, Bruno (1876–1968), lippischer Landschafts- und Porträtmaler
- Wittenstein, Jürgen (1919–2015), deutscher Widerstandskämpfer gegen den Nationalsozialismus
- Wittenstein, Oscar (1880–1918), deutscher Unternehmer, Kunstsammler und Flugpionier
- Wittenwiler, Heinrich, Verfasser einer spätmittelalterlichen satirisch-didaktischen Reimdichtung
- Wittenwiler, Milli (* 1943), Schweizer Politikerin (FDP)
- Wittenzellner, Eva (* 1971), deutsche Schauspielerin
- Wittenzellner, Jana (* 1980), deutsche Kulturwissenschaftlerin
- Wittenzellner, Rudolf (1921–1997), deutscher Strahlenschützer und Universitätsprofessor

#### Witter
- Witter, Ben (1920–1993), deutscher Journalist und Schriftsteller
- Witter, Frank (* 1959), deutscher Wirtschaftswissenschaftler
- Witter, Frank (* 1970), deutscher Schauspieler
- Witter, Henning Bernhard (1683–1715), deutscher Theologe
- Witter, Hermann (1916–1991), deutscher forensischer Psychiater
- Witter, Junior (* 1974), britischer Boxer im Halbweltergewicht, WBF-Weltmeister
- Witter, Mathias (* 1978), deutscher Skispringer
- Witter, Michael (* 1951), deutscher Diplomat und Botschafter
- Witter, Wilhelm (1866–1949), deutscher Metallhütten-Ingenieur und Vorgeschichtsforscher
- Witter-Johnson, Ayanna (* 1985), englische Komponistin, Sängerin, Songschreiberin, Pianistin und CellistinAyanna Witter-Johnson (* 1985)

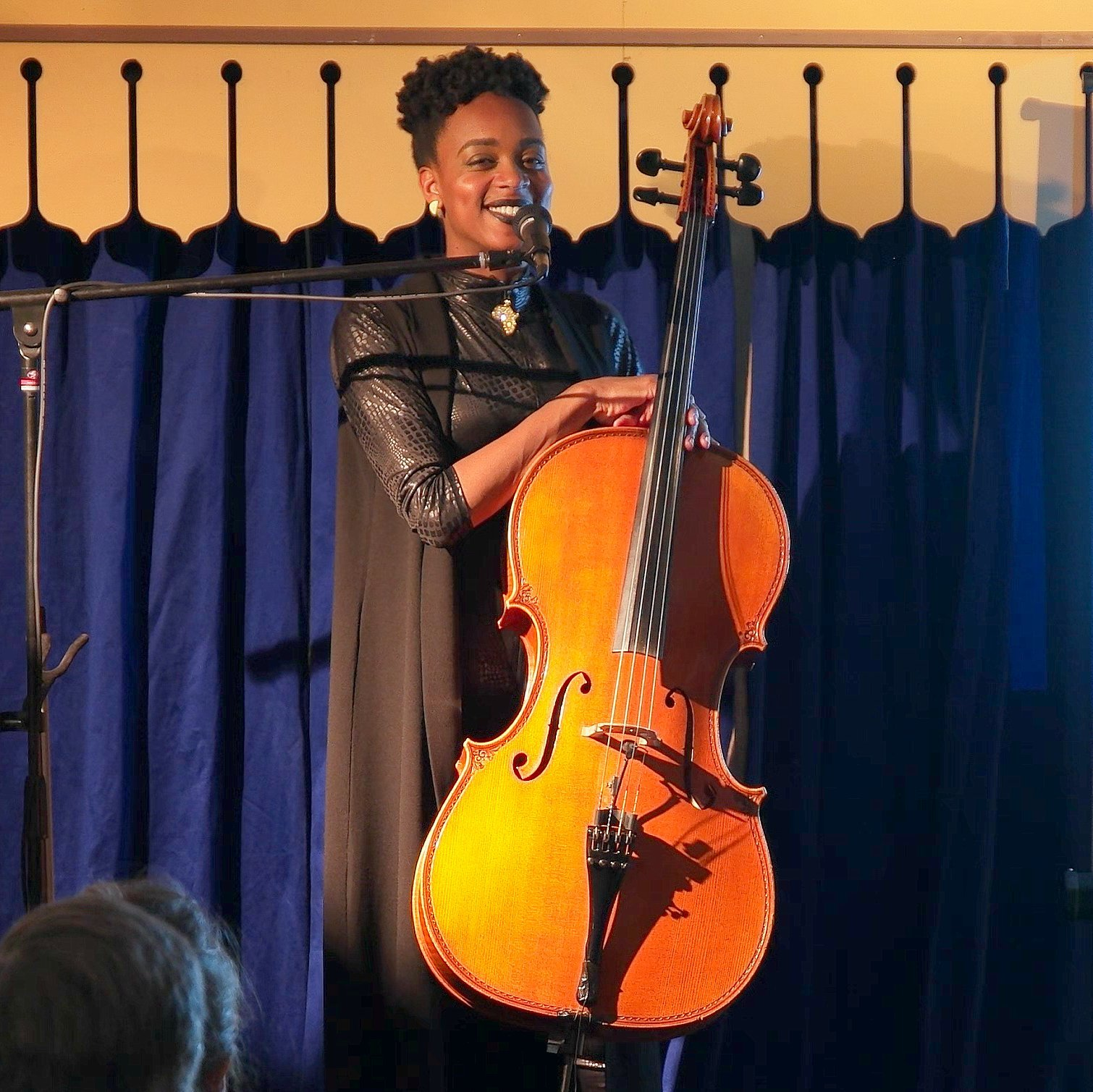
Ayanna Witter-Johnson (* 1985)

- Witterich († 610), König der Westgoten
- Wittern, Ernst (1867–1950), Lübecker Rechtsanwalt und Abgeordneter
- Wittern-Sterzel, Renate (* 1943), deutsche Medizinhistorikerin
- Witternigg, Josef (1881–1937), österreichischer Politiker (SdP), Abgeordneter zum Nationalrat
- Wittersheim, Samuel Nathanaël Seligman (1760–1831), Heereslieferant in Saverne
- Witterstätter, Carl Wilhelm (1883–1964), deutscher Flugpionier
- Witterstätter, Kurt (* 1939), deutscher Diplom-Sozialwirt
- Witterstätter, Paul (1892–1966), deutscher Maler
- Witterstein, Horst (1930–2018), deutscher Boxer

#### Wittet
- Wittet, George (1878–1926), britischer Architekt

#### Wittev
- Witteveen, David (* 1985), österreichischer Fußballspieler
- Witteveen, Johan (1921–2019), niederländischer Politiker und Geschäftsführender Direktor des IWF
- Witteveen, Kees (1871–1927), niederländischer Radrennfahrer
- Witteveen, Merel (* 1985), niederländische Seglerin
- Witteveen, Solange (* 1976), argentinische Hochspringerin
- Witteveen, Willem (1952–2014), niederländischer Jurist und Politiker (PvdA)Willem Witteveen (1952–2014)

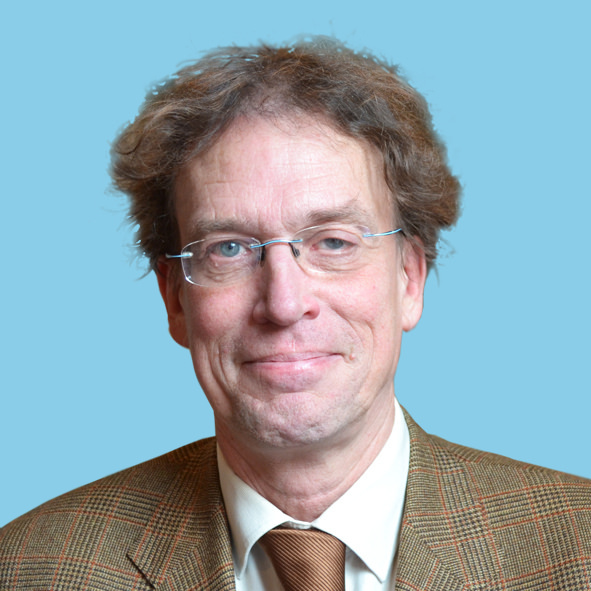
Willem Witteveen (1952–2014)

- Wittevrongel, Lani (* 2004), belgische Radsportlerin

#### Wittey
- Witteyer, Marion (* 1956), deutsche Archäologin

### Wittf
- Wittfeld, Gustav (1855–1923), deutscher Maschinenbau-Ingenieur und preußischer Baubeamter
- Wittfeld, Petrus (1587–1657), deutscher römisch-katholischer Theologe, Katechetiker und Kirchenrechtler
- Wittfogel, Karl August (1896–1988), deutsch-amerikanischer Soziologe, Philosoph und Sinologe
- Wittfoht, Hans (1924–2011), deutscher Bauingenieur
- Wittfoht, Hans-Jürgen (* 1948), deutscher Fußballspieler
- Wittfot, Sven (* 1974), deutscher Fußballspieler
- Wittfoth, Katja (* 1971), deutsche Fußballspielerin
- Wittfoth, Marc (* 1989), deutscher Eishockeyspieler

### Wittg
- Wittgen, Otto (1881–1941), deutscher Politiker (NSDAP) und von 1933 bis 1939 der erste protestantische Oberbürgermeister von Koblenz
- Wittgen, Tom (* 1932), deutsche Krimi- und Drehbuchautorin
- Wittgenstein, August (* 1981), deutsch-schwedischer SchauspielerAugust Wittgenstein (* 1981)

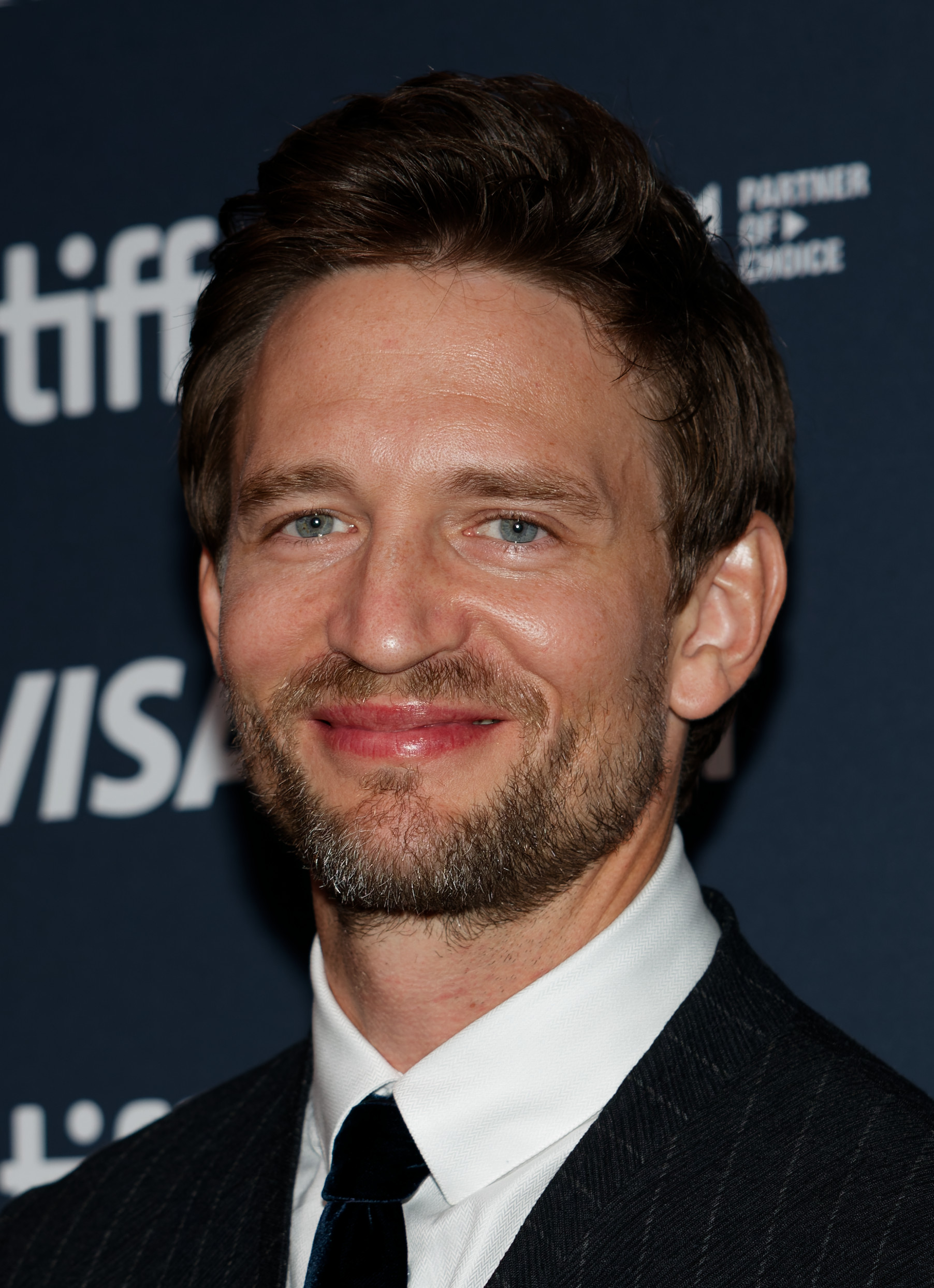
August Wittgenstein (* 1981)

- Wittgenstein, Carl von (1832–1913), deutscher Verwaltungsbeamter und Landrat
- Wittgenstein, Heinrich von (1797–1869), deutscher Unternehmer und Politiker
- Wittgenstein, Hermann Christian (1802–1878), deutsch-österreichischer Kaufmann
- Wittgenstein, Jakob (1819–1890), deutscher Kaufmann, Mäzen und Politiker
- Wittgenstein, Johann Jakob von (1754–1823), Kölner Jurist, Kaufmann, Bankier und Politiker, Bürgermeister und während französischen Zeit Maire der Stadt Köln
- Wittgenstein, Karl (1847–1913), Unternehmer der späten Donaumonarchie
- Wittgenstein, Leonille (* 1996), deutsch-schweizerische Schauspielerin
- Wittgenstein, Ludwig (1889–1951), österreichischer Philosoph und LogikerLudwig Wittgenstein (1889–1951)

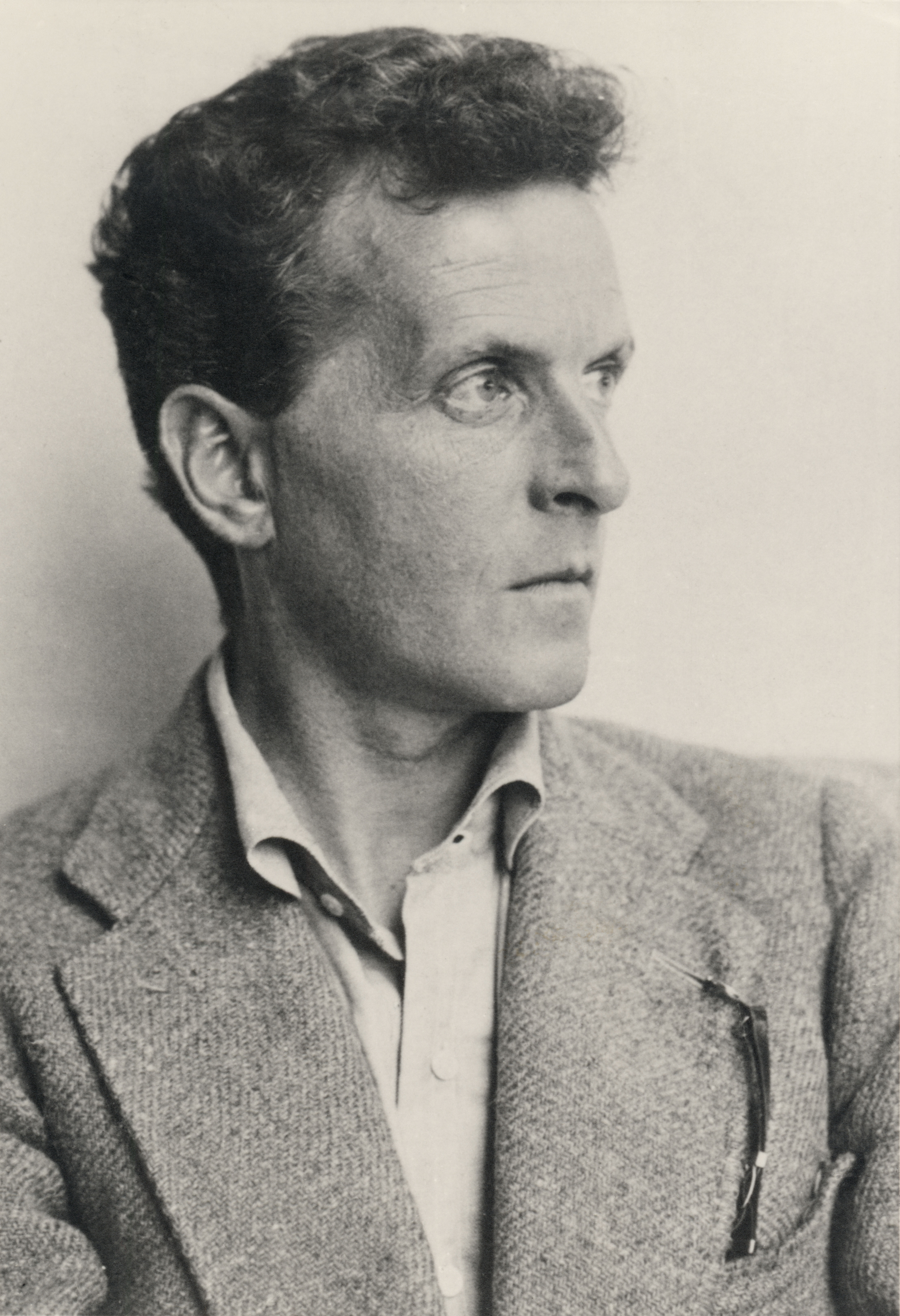
Ludwig Wittgenstein (1889–1951)

- Wittgenstein, Melchior Dittmar von (1720–1784), deutscher Bürgermeister
- Wittgenstein, Ottokar Graf (1911–1995), deutscher Arzt und Psychiater
- Wittgenstein, Paul (1887–1961), US-amerikanischer Pianist
- Wittgenstein, Paul (1907–1979), österreichischer Exzentriker
- Wittgenstein, Werner (1882–1965), deutscher Jurist, Schriftsteller und Stadtdirektor
- Wittgruber, Gottfried (* 1961), österreichischer Hochspringer

### Witth
- Witthauer, Charlotte (1908–1980), deutsche Schauspielerin
- Witthauer, Friedrich († 1846), deutsch-österreichischer Journalist, Redakteur und Herausgeber der Wiener Zeitschrift für Kunst, Literatur, Theater und Mode
- Witthauer, Hans-Jochen (* 1950), deutscher Vizeadmiral
- Witthauer, Johann Georg († 1802), deutscher Kirchenmusiker und Komponist
- Witthauer, Johann Georg (1799–1876), deutscher Forstinspektor
- Witthauer, Kurt (1865–1911), deutscher Internist
- Witthaus, Bernhard (1903–1971), deutscher Politiker (SPD), MdL
- Witthaus, Jan-Henrik (* 1970), deutscher Romanist
- Witthaus, Matthias (* 1982), deutscher Feldhockeyspieler
- Witthaus, Wilhelm (1900–1974), deutscher Politiker (NSDAP), MdR
- Witthaut, Bernhard (* 1955), deutscher Polizist, Vorsitzender des Geschäftsführenden Bundesvorstandes der Gewerkschaft der Polizei (GdP)
- Witthaut, Josef (1898–1979), deutscher katholischer Priester und Dachauhäftling
- Witthawat Iamram (* 1987), thailändischer Fußballspieler
- Witthawin Klorwuttiwat (* 1991), thailändischer Fußballspieler
- Witthaya Moonwong (* 1993), thailändischer Fußballspieler
- Witthoefft, Franz Heinrich (1863–1941), deutscher Bankier, Hamburger Senator und Politiker (NSDAP, DVP), MdHB
- Witthoeft-Emden, Robert (1886–1960), deutscher Vizeadmiral der Kriegsmarine
- Witthoff, Anton († 1866), deutscher Maler und preußischer Ingenieuroffizier
- Witthöft, Carina (* 1995), deutsche TennisspielerinCarina Witthöft (* 1995)

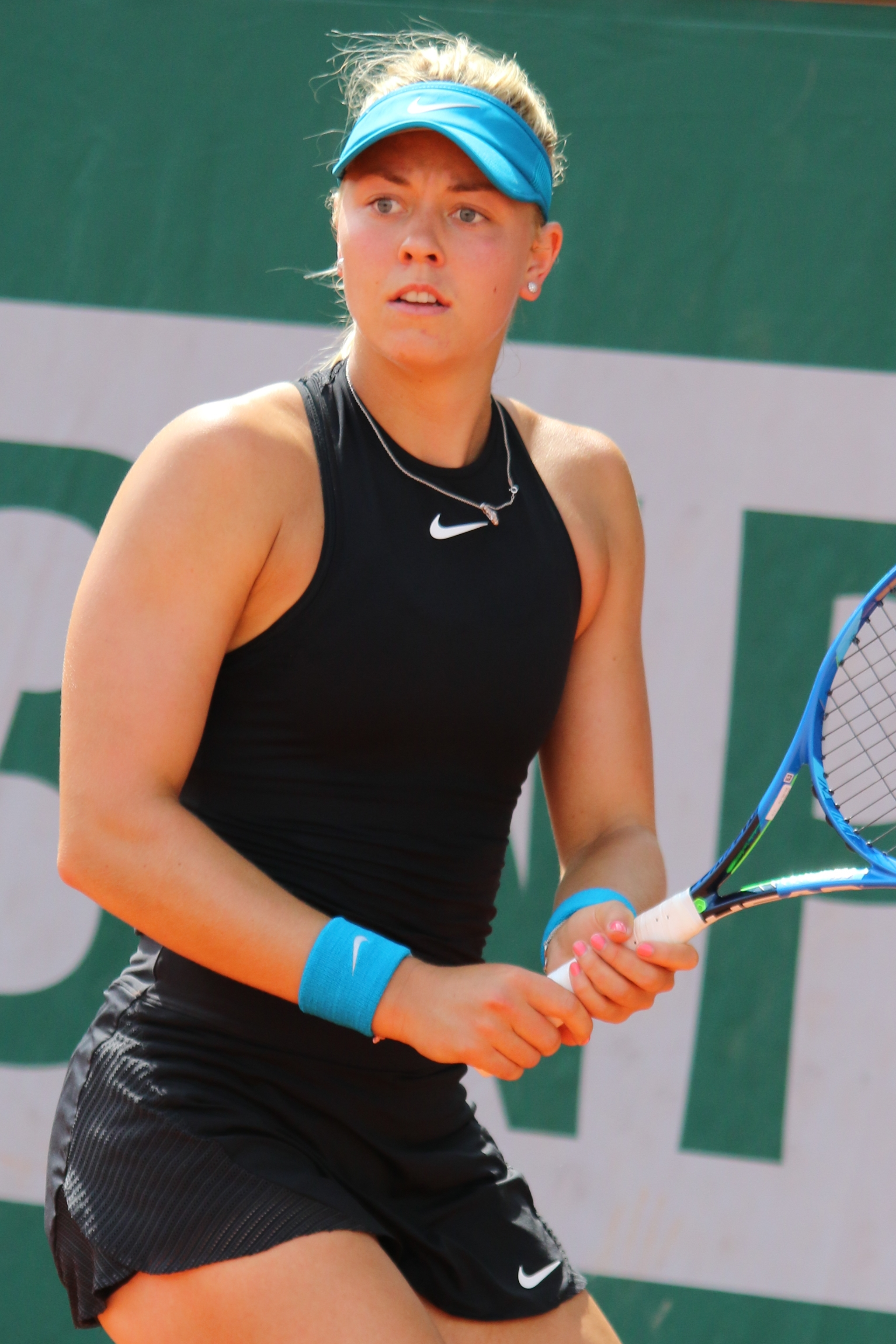
Carina Witthöft (* 1995)

- Witthöft, Christiane (* 1973), deutsche Germanistin
- Witthöft, Christine Henriette (1763–1832), deutsche Theaterschauspielerin
- Witthöft, Hans Jürgen (* 1941), deutscher Journalist und Autor
- Witthöft, Harald (1931–2023), deutscher Historiker
- Witthöft, Joachim (1887–1966), deutscher General der Infanterie im Zweiten Weltkrieg
- Witthöft, Ludwig (1862–1937), Regierungsbaumeister und Eisenbahningenieur
- Witthöft, Rolf (1944–2025), deutscher Endurosportler
- Witthöft, Wilhelm (1816–1874), deutscher Zeichner, Radierer, Kupfer- und Stahlstecher
- Witthovedes, Anna († 1585), Opfer der Hexenverfolgungen des Rates der Stadt Soest
- Witthuhn, Annemarie (* 1935), deutsche Politikerin (SPD), MdBB
- Witthuhn, Werner (1926–1981), deutscher Maler
- Witthüser, Bernd (1944–2017), deutscher Folkmusiker

### Witti
- Witti, Karl (1947–2022), deutscher Maler, Grafiker und Bühnenmaler
- Wittiber, Carsten (* 1969), deutscher Fußballspieler
- Wittich genannt von Hinzmann-Hallmann, Wilhelm Otto von (1815–1894), preußischer Generalmajor und Kommandeur des 9. Husarenregiments
- Wittich, Adolf von (1836–1906), preußischer Generaloberst mit dem Rang eines Generalfeldmarschalls, Politiker
- Wittich, August (1826–1897), deutscher Archivar und Bibliothekar
- Wittich, Berthold (1933–2025), deutscher Politiker (SPD), MdB
- Wittich, Caspar (1602–1673), deutscher Unternehmer
- Wittich, Christian (* 1638), deutscher Unternehmer
- Wittich, Christopher (* 1983), deutscher Fernsehmoderator und JournalistChristopher Wittich (* 1983)

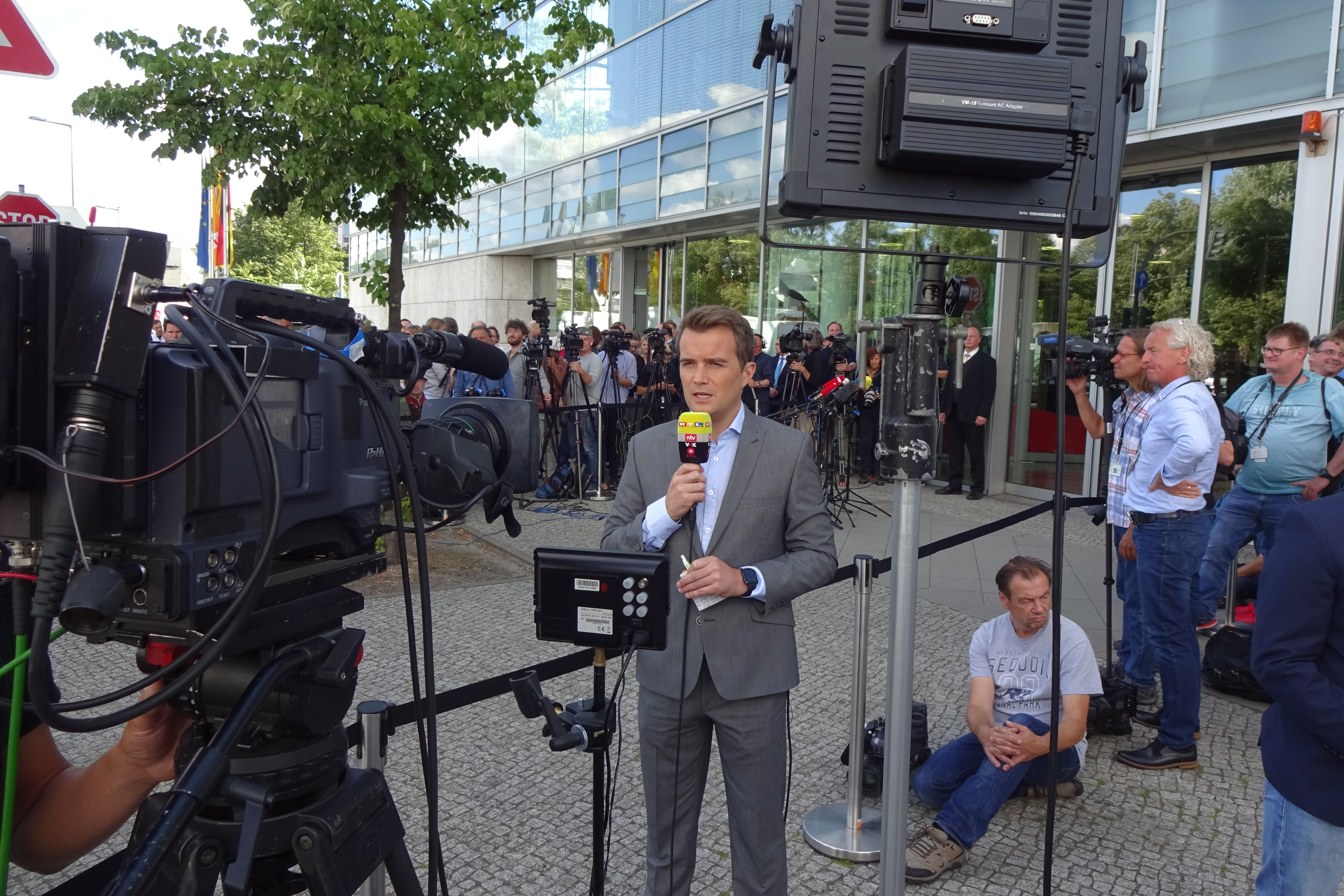
Christopher Wittich (* 1983)

- Wittich, Dieter (1930–2011), deutscher erkenntnistheoretischer Philosoph
- Wittich, Engelbert (1878–1937), jenischer Schriftsteller in Deutschland
- Wittich, Ernst (1871–1952), deutscher Geologe und Paläontologe
- Wittich, Ernst von (1835–1922), deutscher evangelischer Geistlicher, Prälat und Generalsuperintendent von Tübingen
- Wittich, Frieder (* 1974), deutscher Regisseur und Drehbuchautor
- Wittich, Gustav (1783–1857), deutscher Politiker, Kanzler (SWE)
- Wittich, Hans (1911–1984), deutscher Mathematiker
- Wittich, Heinrich (1816–1887), deutscher Maler
- Wittich, Heinrich (1865–1943), deutscher Politiker
- Wittich, Heinrich (1891–1956), deutscher Politiker (CDU), MdL
- Wittich, Hermann (1826–1906), deutscher Beamter und Politiker
- Wittich, Horst (* 1932), deutscher Jazzmusiker (Trompete, Orchesterleitung)
- Wittich, Hugo (* 1823), deutscher Rittergutsbesitzer und Abgeordneter
- Wittich, Jacob (1677–1739), deutscher Philosoph und Mathematiker
- Wittich, Johann (1537–1596), deutscher Arzt und Autor
- Wittich, Johann Georg (1712–1776), deutscher Verleger
- Wittich, Johannes (1828–1898), deutscher Gutsbesitzer, Bürgermeister und Mitglied des Kurhessischen Kommunallandtags
- Wittich, Karl (1840–1916), deutscher Historiker
- Wittich, Karl August (1789–1860), preußischer Generalmajor
- Wittich, Karl August von (1772–1831), preußischer Generalmajor und zuletzt Kommandeur der 1. Infanterie-Brigade
- Wittich, Karl Georg (1901–1980), deutscher Staatsbeamter
- Wittich, Linus (1929–1985), deutscher Verleger und Unternehmensgründer
- Wittich, Ludwig von (1818–1884), preußischer Generalleutnant und Politiker, MdR
- Wittich, Ludwig Wilhelm (1773–1832), deutscher Verleger, Kunsthändler, Zeichner, Kupferstecher und Radierer
- Wittich, Manfred (1851–1902), deutscher Schriftsteller, Journalist und Literarhistoriker
- Wittich, Marie (1868–1931), deutsche Opernsängerin (Koloratur-Sopran)
- Wittich, Martha von (1858–1931), deutsche Komponistin
- Wittich, Mathias (1950–2017), deutscher Filmproduzent und Drehbuchautor
- Wittich, Niels (* 1972), deutscher Motorsportfunktionär und Rennleiter
- Wittich, Patrick (* 1982), deutscher Fußballspieler
- Wittich, Paul († 1586), deutscher Mathematiker und Astronom
- Wittich, Roland (* 1942), deutscher Architekt, zuvor Jazzmusiker
- Wittich, Theodor Rudolf August (1812–1887), preußischer Generalleutnant, Kommandeur der 20. Infanterie-Brigade
- Wittich, Walter (1897–1977), deutscher Forstwissenschaftler und Bodenkundler
- Wittich, Wilhelm (1840–1907), deutscher Altphilologe und Gymnasiallehrer
- Wittich, Wilhelm von (1821–1884), deutscher Physiologe
- Wittich-Großkurth, Ulli (* 1932), deutsche Keramikerin
- Wittig, Arnd (1921–1999), deutscher Bildhauer
- Wittig, August (1823–1893), deutscher Bildhauer
- Wittig, Barbara (* 1944), deutsche Politikerin (SPD), MdL, MdB
- Wittig, Bartholomäus († 1684), deutsch-schlesischer Maler
- Wittig, Bernd Falk (* 1963), deutscher Jurist, Rechtsanwalt und stellvertretender Richter am Thüringer Verfassungsgerichtshof
- Wittig, Bruno (1885–1973), Landtagsabgeordneter Volksstaat Hessen
- Wittig, Burghardt (* 1947), deutscher Mediziner, Molekularbiologe und Bioinformatiker
- Wittig, Carl (* 1995), deutscher Jazzmusiker (Kontrabass, Komposition)
- Wittig, Carlo (* 1988), deutscher Handballspieler
- Wittig, Christopher (* 1995), deutscher Futsal- und Fußballspieler
- Wittig, Claus Peter (1949–2007), deutscher Maler
- Wittig, Curt (* 1943), US-amerikanischer Chemiker
- Wittig, Emil (1870–1928), deutscher Schauspieler
- Wittig, Erich (* 1926), deutscher Fußballspieler
- Wittig, Ernst-Wilhelm (1947–2020), deutscher ExhibitionistErnst-Wilhelm Wittig (1947–2020)

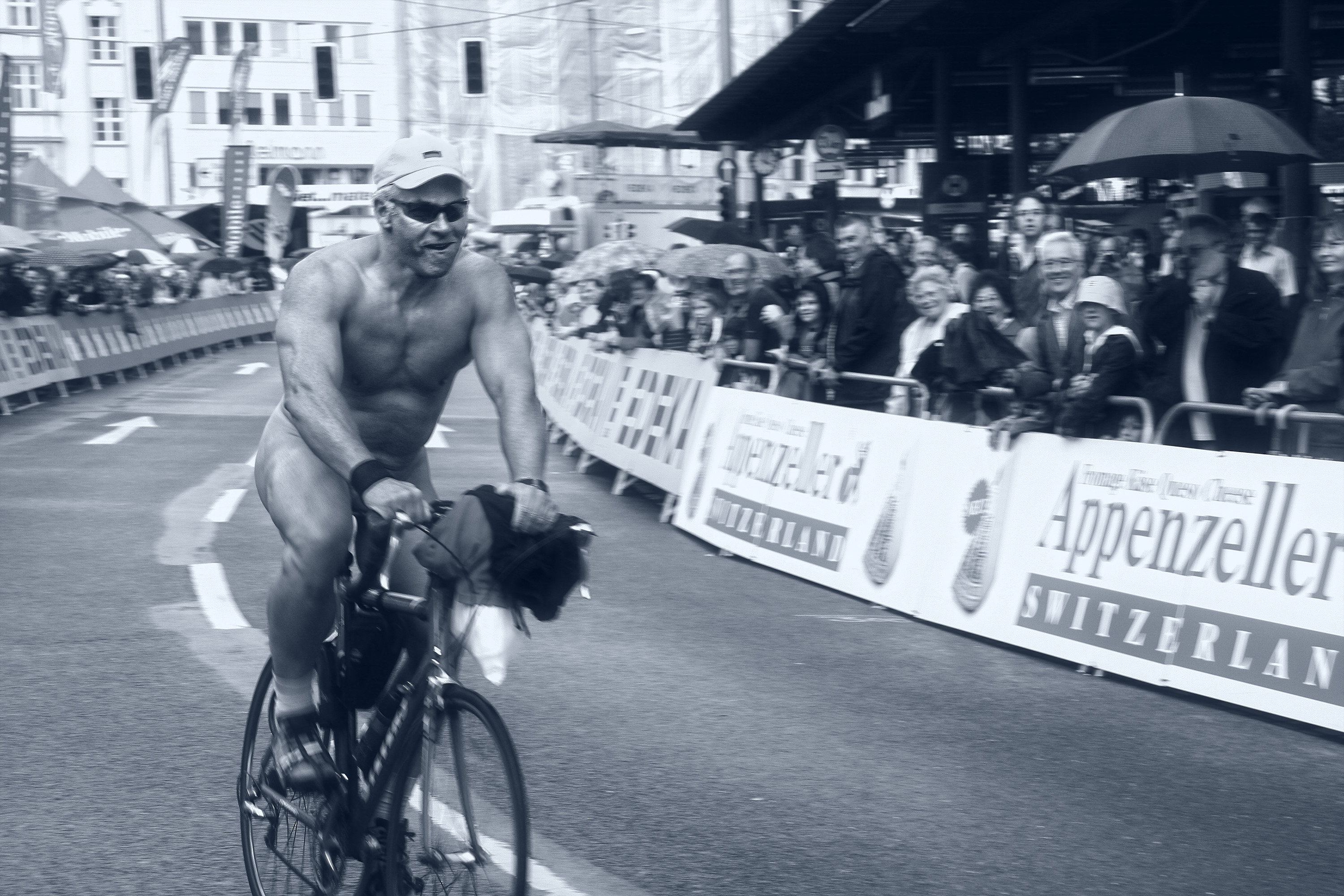
Ernst-Wilhelm Wittig (1947–2020)

- Wittig, Frank (* 1964), deutscher Journalist und Autor
- Wittig, Friedrich Arthur (1894–1962), deutscher Maler und Grafiker
- Wittig, Georg (1897–1987), deutscher Chemiker, Nobelpreis für Chemie 1979
- Wittig, Gerhard (* 1930), deutscher Polizeioffizier und Generalleutnant der VP
- Wittig, Hans-Georg (* 1942), deutscher Pädagoge
- Wittig, Harald (1934–2018), österreichischer Politiker (ÖVP), Landtagsabgeordneter
- Wittig, Heinz (1921–1989), deutscher SED-Funktionär
- Wittig, Heinz (1921–1991), deutscher Fußballspieler
- Wittig, Heinz (1938–2012), deutscher Wasserballspieler
- Wittig, Hermann (1845–1882), deutscher Medailleur
- Wittig, Horst E. (1922–2002), deutscher Erziehungswissenschaftler
- Wittig, Hugo (* 1833), deutscher Jurist und Politiker, MdL
- Wittig, Iris (1928–1978), deutsche Kampfpilotin
- Wittig, Jens-Christian (* 1962), deutscher Landschaftsarchitekt, Stadtplaner und Künstler
- Wittig, Johann Jakob (1634–1663), deutscher Mediziner, Assessor an den Universitäten in Basel und Erfurt
- Wittig, Johannes VI. († 1667), deutscher römisch-katholischer Geistlicher und Abt der Abtei Marienstatt
- Wittig, John (1921–1987), dänischer Schauspieler
- Wittig, Joseph (1879–1949), deutscher Theologe, Schriftsteller und HeimatforscherJoseph Wittig (1879–1949)

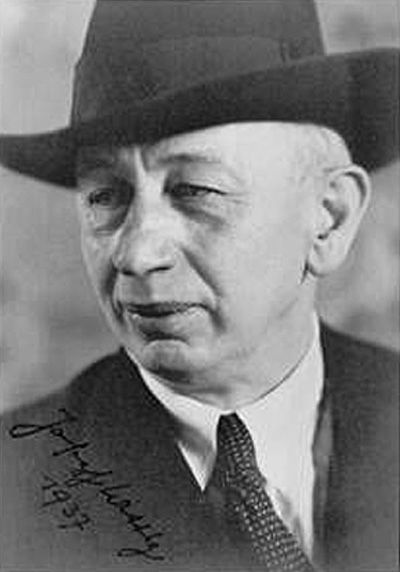
Joseph Wittig (1879–1949)

- Wittig, Justin (1907–1981), römisch-katholischer Geistlicher und Generalvikar des Bistums Würzburg
- Wittig, Karl (1890–1958), deutscher Radrennfahrer
- Wittig, Karl-Heinz (* 1931), deutscher Ingenieurökonom, Mitglied der Volkskammer der DDR
- Wittig, Klaus (* 1938), deutscher Brigadegeneral der Bundeswehr
- Wittig, Klemens (* 1937), deutscher Mittelstrecken- und Langstreckenläufer
- Wittig, Louis (1834–1907), Kommerzienrat in Köthen, Abgeordneter des Landtags des Herzogtums Anhalt
- Wittig, Martin C. (* 1964), deutscher Unternehmensberater
- Wittig, Monique (1935–2003), französische Schriftstellerin und feministische Theoretikerin
- Wittig, Nadine (* 1964), deutsche Kostümbildnerin
- Wittig, Otto (1859–1942), deutscher Architekt
- Wittig, Paul (1853–1943), deutscher Architekt
- Wittig, Peter (* 1954), deutscher DiplomatPeter Wittig (* 1954)

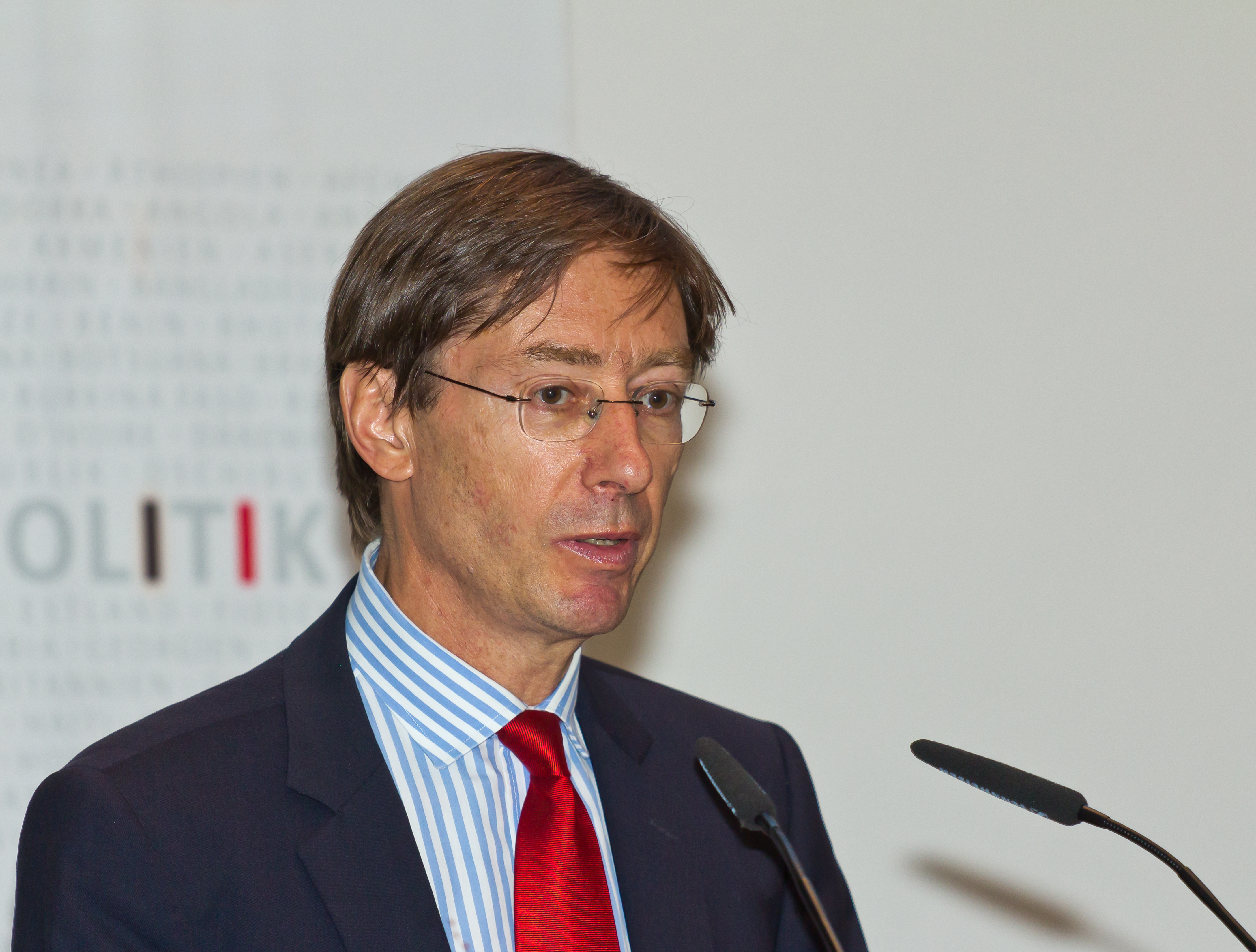
Peter Wittig (* 1954)

- Wittig, Petra (* 1962), deutsche Juristin und Hochschullehrerin
- Wittig, Reinhold (* 1937), deutscher Geologe, Künstler, Spieleautor und Verleger
- Wittig, Rüdiger (* 1946), deutscher Biologe, Professor für Geobotanik und Ökologie
- Wittig, Rudolf (1900–1978), deutscher Bildhauer
- Wittig, Sigmar (* 1940), deutscher Ingenieur, Professor für Maschinenbau, Vorstandsvorsitzender des DLR
- Wittig, Solms Wilhelm (1897–1968), deutscher Bauingenieur und Professor an der TH Dresden
- Wittig, Werner (1909–1992), deutscher Radsportler
- Wittig, Werner (1926–1976), deutscher Politiker (SED), MdV, 1. Sekretär der SED-Bezirksleitung Potsdam
- Wittig, Werner (1930–2013), deutscher Maler und Graphiker
- Wittig, Willy (1902–1977), deutscher Maler, Grafiker und Illustrator
- Wittig-Friesen, Hans (1896–1975), deutscher Grafiker und Verleger
- Wittik, Johann (* 1923), deutscher Politiker (SED), Diplomat der DDR, Generaldirektor des Kombinats Minol, Mitglied des ZK der SED
- Witting, Alexander (1861–1946), deutscher Mathematiker
- Witting, Carl (1823–1907), deutscher Komponist und Musikdirektor
- Witting, Clifford (1907–1968), englischer Schriftsteller
- Witting, Diederich Christian Ludwig (1759–1837), deutscher Baumeister und Stadtplaner
- Witting, Dieter (1943–2023), deutsch-österreichischer Schauspieler und Hörspielsprecher
- Witting, Emil (1880–1952), deutschsprachiger Jäger, Förster und Schriftsteller
- Witting, Ernst Franz († 1818), deutscher Kaufmann
- Witting, Friedrich, deutscher Arzt und Abgeordneter
- Witting, Hermann (1927–2010), deutscher Mathematiker
- Witting, Hubert, deutscher Skispringer
- Witting, Janis (* 1989), deutscher Schauspieler
- Witting, Johann Baptist (1855–1924), promovierter Notar, Genealoge und Heraldiker
- Witting, Johann Carl Friedrich (1760–1824), deutscher Theologe und Autor
- Witting, Klaus, rumänischstämmiger deutscher Regisseur
- Witting, Korbinian (* 1980), deutscher Eishockeyspieler
- Witting, Manuel (* 1977), österreichischer SchauspielerManuel Witting (* 1977)

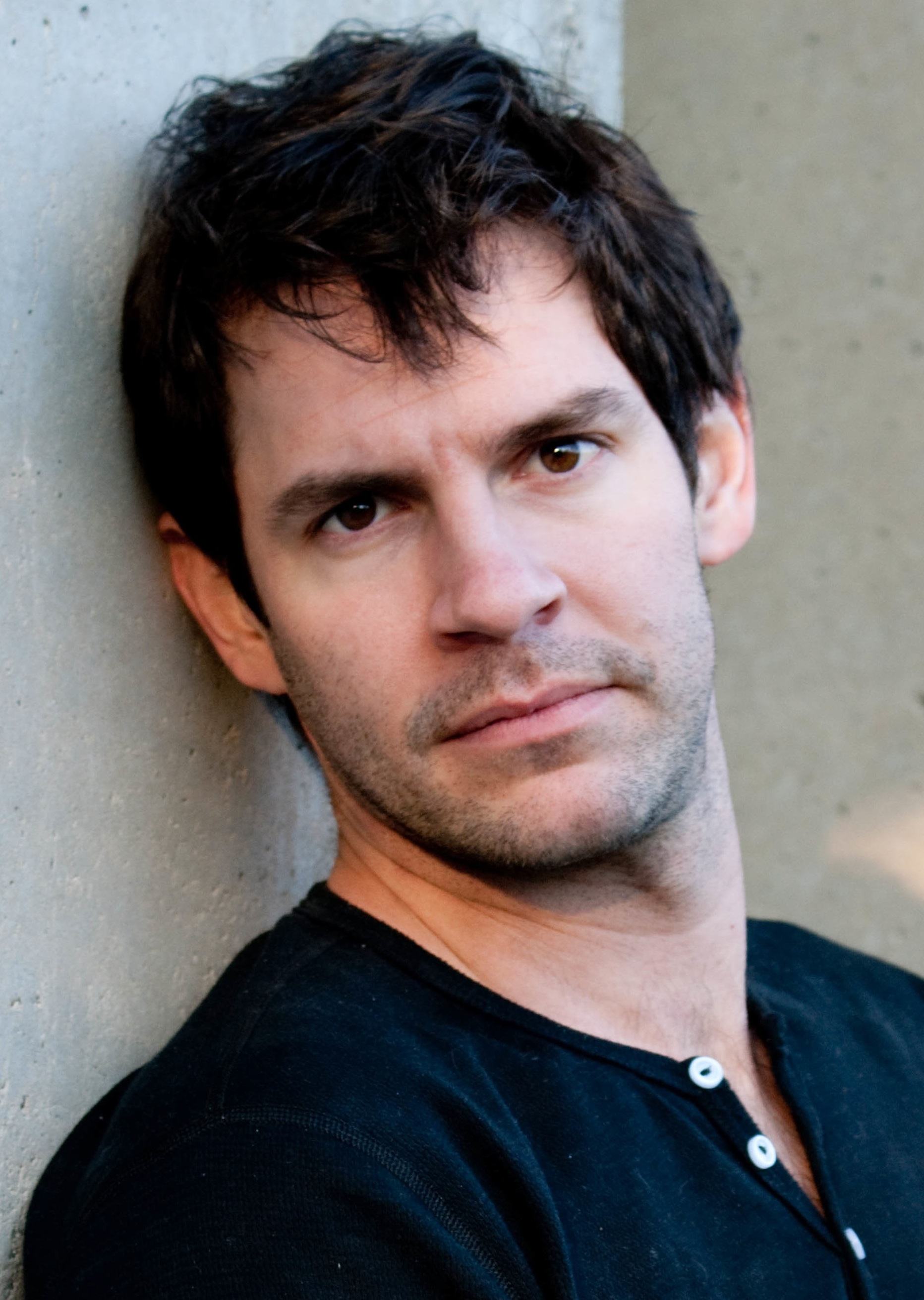
Manuel Witting (* 1977)

- Witting, Markus (* 1979), deutscher Eishockeyspieler
- Witting, Richard (1856–1923), deutscher Politiker und Bankier
- Witting, Rolf (1879–1944), finnischer Politiker
- Witting, Walter (1879–1947), deutscher Generalleutnant der Luftwaffe im Zweiten Weltkrieg
- Witting, Walther (1864–1940), deutscher Maler und Grafiker
- Witting, Wigand (* 1942), deutscher Künstler
- Witting, Wilhelm († 1899), deutscher Verwaltungsjurist
- Wittinger, Róbert (* 1945), Komponist
- Wittinghofer, Alfred (* 1943), deutscher Biochemiker

### Wittj
- Wittje, Curt (1894–1947), deutscher Politiker (NSDAP), MdR, SS-Gruppenführer, Chef des SS-Hauptamts (1934–1935)Curt Wittje (1894–1947)

Curt Wittje (1894–1947)

- Wittje, Robert (1852–1921), Geheimer Regierungsrat, Bürgermeister von Detmold
- Wittje, Wilhelm (1880–1946), deutscher Politiker (DDP, DStP, FDP), MdL

### Wittk
- Wittkamp, Frantz (* 1943), deutscher Grafiker, Maler und Autor
- Wittkamp, Hans-Jürgen (* 1947), deutscher Fußballspieler
- Wittkamp, Heinrich (1903–1987), deutscher Politiker (CDU)
- Wittkamp, Johan Bernhard (1820–1885), belgisch-niederländischer Genremaler, Radierer und Aquarellist deutscher Abstammung
- Wittkamp, Peter (* 1981), deutscher Autor und Journalist
- Wittkamp, Rainer (1956–2020), deutscher Schriftsteller
- Wittkamp, Volker (* 1983), deutscher Urologe und Sachbuchautor
- Wittkamp-Fröhling, Annette (1946–2021), deutsche Bildhauerin des figürlichen Realismus
- Wittkämper, Gerhard W. (* 1933), deutscher Politikwissenschaftler
- Wittkampf, Rudolf (* 1881), deutscher Landschaftsmaler der Düsseldorfer Schule
- Wittke, Anne-Maria (* 1955), deutsche Althistorikerin, Archäologin und Historische Geographin
- Wittke, Axel (* 1960), deutscher Fußballspieler
- Wittke, Eva (* 1951), deutsche Schwimmerin
- Wittke, Gerhard (* 1930), deutscher Fußballtorhüter
- Wittke, Jens (* 1964), deutscher Fußballspieler
- Wittke, Manfred (* 1953), deutscher Fußballtorhüter
- Wittke, Marcos (1896–1945), chilenischer Fußballspieler
- Wittke, Oliver (* 1966), deutscher Politiker (CDU), MdL, OB von Gelsenkirchen (1999–2004), Minister für Bauen und Verkehr in NRW (2005–2009), MdBOliver Wittke (* 1966)

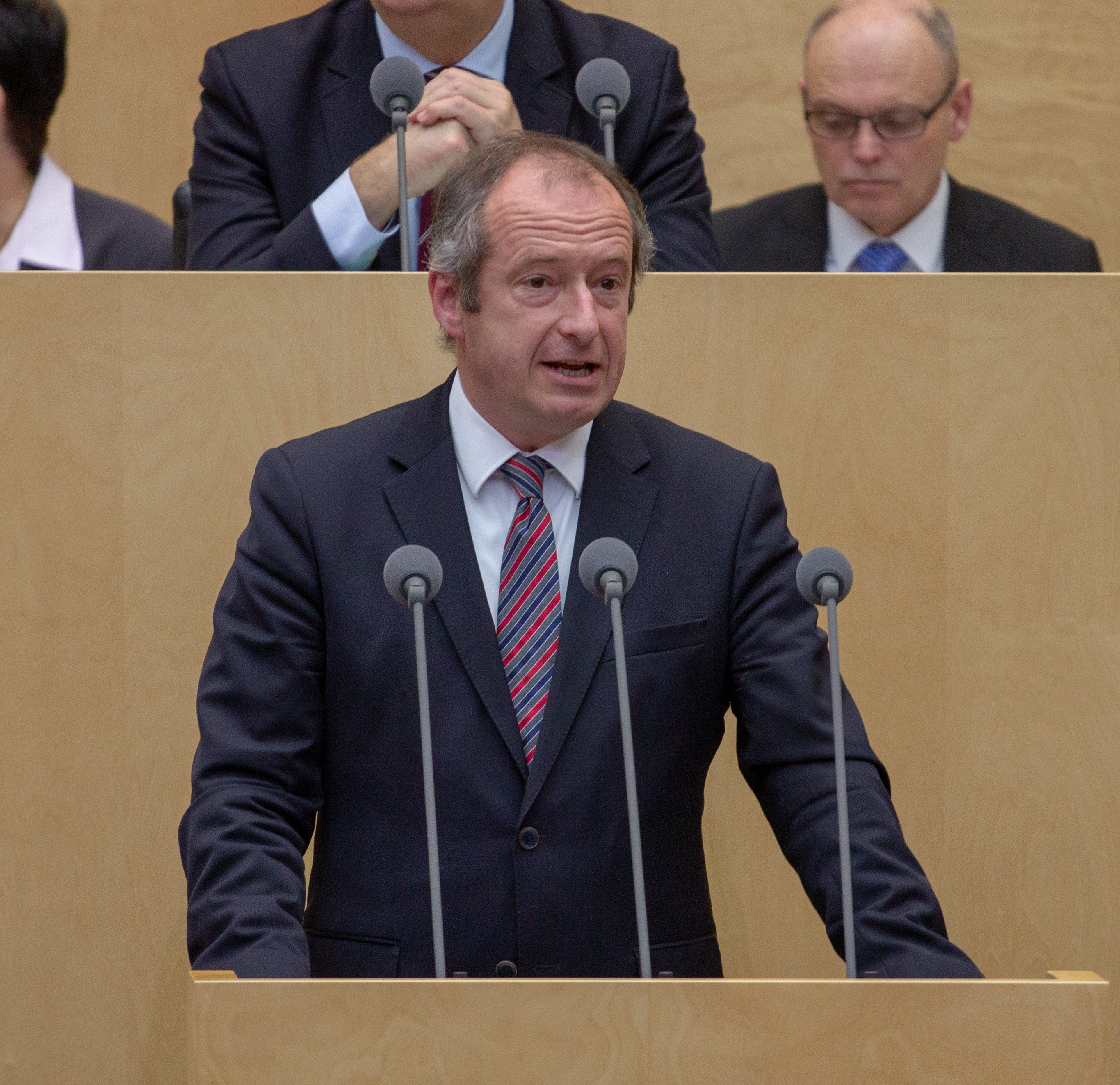
Oliver Wittke (* 1966)

- Wittke, Volker (1957–2012), deutscher Soziologe
- Wittke, Walter (1887–1955), deutscher Offizier, zuletzt Generalleutnant im Zweiten Weltkrieg
- Wittke, Walter (* 1934), deutscher Bauingenieur und Hochschullehrer
- Wittke, Wilhelm (1884–1943), deutscher Wirtschaftsfunktionär
- Wittken, Franz von (1767–1811), preußischer Major, Ritter des Ordens Pour le Mérite
- Wittkop, Gabrielle (1920–2002), französische Schriftstellerin, Künstlerin, Essayistin und Journalistin
- Wittkop, Justus Franz (1899–1986), deutscher Übersetzer, Essayist und Schriftsteller
- Wittkopf, Hendrik (* 1966), deutscher Maler
- Wittkopf, Rudolf (1933–1997), deutscher Schriftsteller und Übersetzer
- Wittkopp, Blandine (* 1966), deutsche Prähistorikerin und Mittelalter-Archäologin
- Wittkopp, Silke (* 1972), deutsche Juristin und Richterin am Bundesverwaltungsgericht
- Wittkopp, Winni (* 1951), deutscher Schauspieler, Regisseur, Musiker und bildender Künstler
- Wittkower, Eric David (1899–1983), deutsch-britisch-kanadischer Psychiater
- Wittkower, Margot (1902–1995), deutschamerikanische Kunsthistorikerin
- Wittkower, Rudolf (1901–1971), britischer, in Deutschland geborener und ausgebildeter Kunsthistoriker
- Wittkower, Werner Joseph (1903–1997), deutsch-israelischer Architekt
- Wittkowski, Margarete (1910–1974), deutsche Politikerin, Wirtschaftswissenschaftlerin und Politikerin (KPD, SED), MdVMargarete Wittkowski (1910–1974)

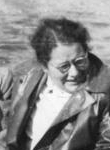
Margarete Wittkowski (1910–1974)

- Wittkowski, Reiner (* 1954), deutscher Lebensmittelchemiker, Vizepräsident des Bundesinstituts für Risikobewertung
- Wittkowsky, Alexander (1936–2018), deutscher Verfahrenstechniker, Präsident der Technischen Universität Berlin
- Wittkowsky, Wolfgang (1933–2013), deutscher Politiker (CDU), MdL Rheinland-Pfalz
- Wittkugel, Klaus (1910–1985), deutscher Grafiker und Hochschullehrer

### Wittl
- Wittler, Arrigo (1918–2004), deutscher Maler
- Wittler, Ben-Zion (1907–1961), österreichisch-US-amerikanisch Schauspieler, Sänger, Komponist und Humorist
- Wittler, Helmut Hermann (1913–1987), deutscher Geistlicher, römisch-katholischer Bischof von Osnabrück
- Wittler, Tine (* 1973), deutsche Autorin und KünstlerinTine Wittler (* 1973)

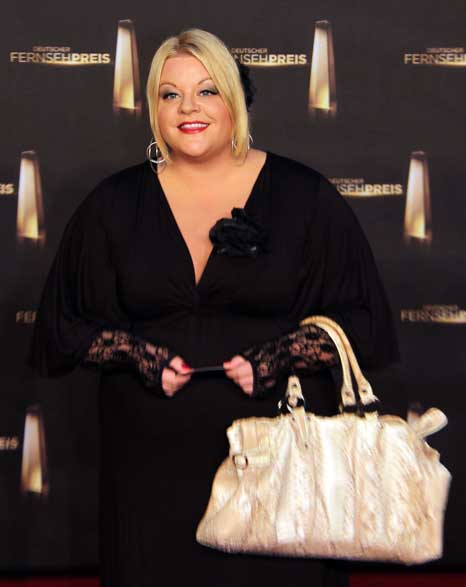
Tine Wittler (* 1973)

- Wittlich, Angelika, deutsche Journalistin, Autorin, Drehbuchautorin und Filmregisseurin
- Wittlich, Felix (1905–1950), deutscher SS-Führer im Reichssicherheitshauptamt
- Wittlich, Josef (1903–1982), deutscher Maler
- Wittlich, Michael (1866–1933), estnischer Chemiker
- Wittlich, Werner (* 1946), deutscher Politiker (CDU), MdL, MdB
- Wittlin, Alma (1899–1992), österreichisch-US-amerikanische Schriftstellerin, Museologin
- Wittlin, Curt (1941–2019), Schweizer Katalanist
- Wittlin, Felix (1929–2017), Schweizer Berufsmilitär, Personalmanager und Bundesbeamter
- Wittlin, Józef (1896–1976), polnischer Schriftsteller
- Wittling, Henner (* 1946), deutscher Politiker (SPD), Jurist und Manager in der Stahlindustrie
- Wittlinger, Heidi (* 1978), deutsche Animatorin, Regisseurin und Illustratorin
- Wittlinger, Karl (1922–1994), deutscher Dramatiker und Fernsehautor
- Wittlinger, Kurt (1892–1980), deutscher Ingenieur und Hochschullehrer

### Wittm
- Wittmaack, Adolph (1878–1957), deutscher Kaufmann und Schriftsteller
- Wittmaack, Ernst (1878–1942), deutscher Politiker (SPD), MdL
- Wittmaack, Hermann (1833–1928), deutscher Reichsgerichtsrat
- Wittmaack, Johann Heinrich (1822–1887), deutscher Maler und Lithograph
- Wittmaack, Karl (1876–1972), deutscher Hals-Nasen-Ohren-Arzt und Medizinprofessor in Greifswald, Jena und Hamburg
- Wittmaack, Theodor (1817–1873), deutscher Neurologe
- Wittmack, Ludewig (1839–1929), deutscher Botaniker
- Wittman, Blanche (1859–1913), französische Frau, Patientin von Jean-Martin Charcot, der an ihr die Ausformung der Hysterie öffentlich demonstrierteBlanche Wittman (1859–1913)

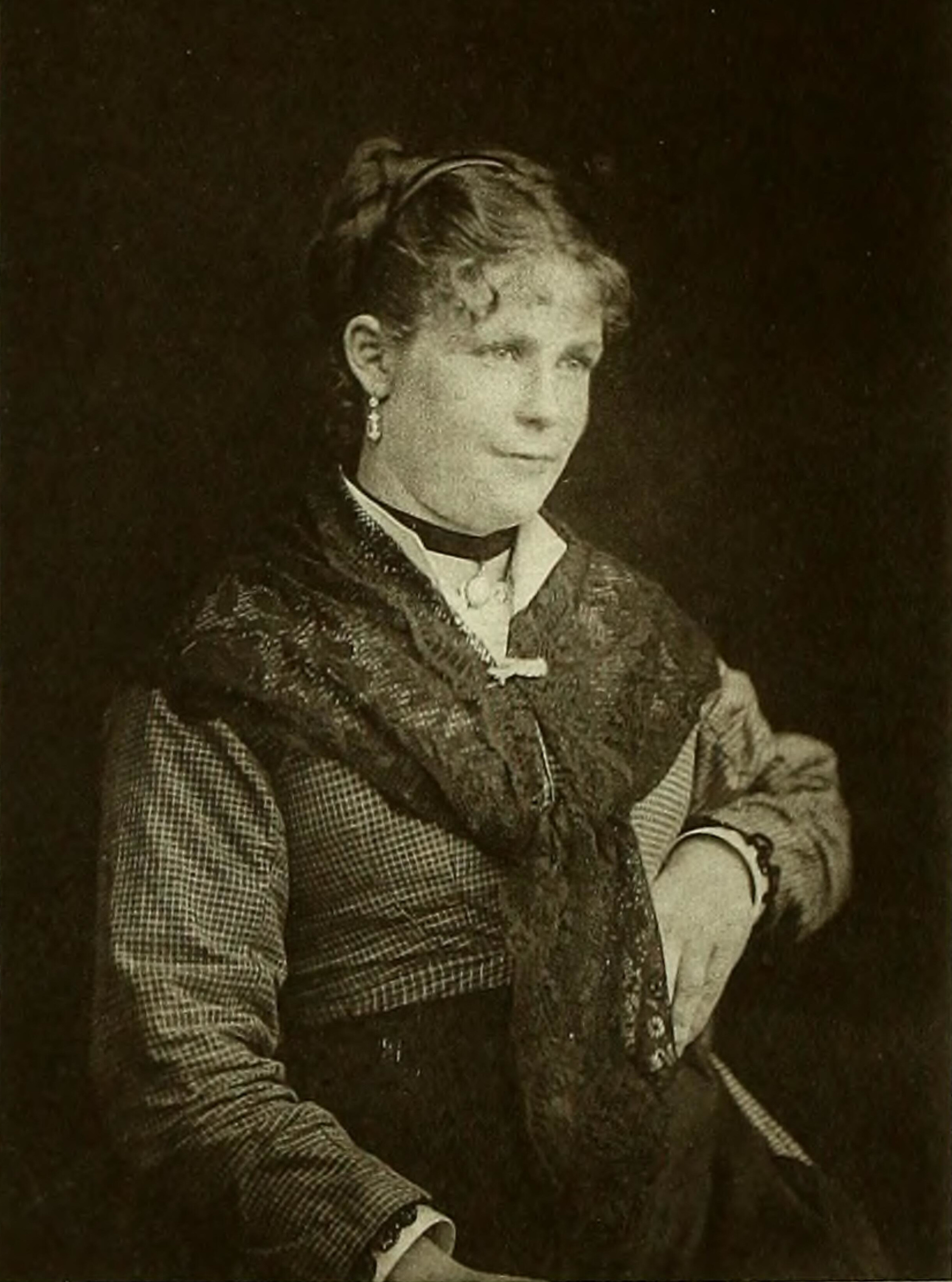
Blanche Wittman (1859–1913)

- Wittman, Brian Lee (* 1951), US-amerikanischer Musikinstrumentenbauer und Musiker
- Wittman, Rob (* 1959), US-amerikanischer Politiker der Republikanischen Partei
- Wittman, Scott (* 1954), US-amerikanischer Theaterregisseur, Textschreiber und Drehbuchautor
- Wittman, Steve (1904–1995), US-amerikanischer Flugzeugkonstrukteur und Rennpilot
- Wittman, William (* 1952), US-amerikanischer Tontechniker und Musikproduzent
- Wittmann, Andi (* 1987), deutscher Mountainbiker und MTB-Techniktrainer
- Wittmann, Andreas (* 1961), deutscher Oboist und Dirigent
- Wittmann, Anton (1908–1960), deutscher Politiker (SPD), MdL Bayern
- Wittmann, August (1895–1977), deutscher Generalleutnant
- Wittmann, Axel (* 1943), deutscher Astrophysiker
- Wittmann, Barbara (* 1971), österreichische Kunst- und Wissenschaftshistorikerin
- Wittmann, Benjamin (* 1987), deutscher Bahnradfahrer
- Wittmann, Bernhard (* 1964), deutscher Keyboarder und Komponist
- Wittmann, Bianca (* 1978), deutsche Biopsychologin
- Wittmann, Carl Friedrich (1839–1903), deutscher Schriftsteller, Schauspieler und Intendant
- Wittmann, Christian (* 1967), deutscher Regisseur, Autor und SchauspielerChristian Wittmann (* 1967)

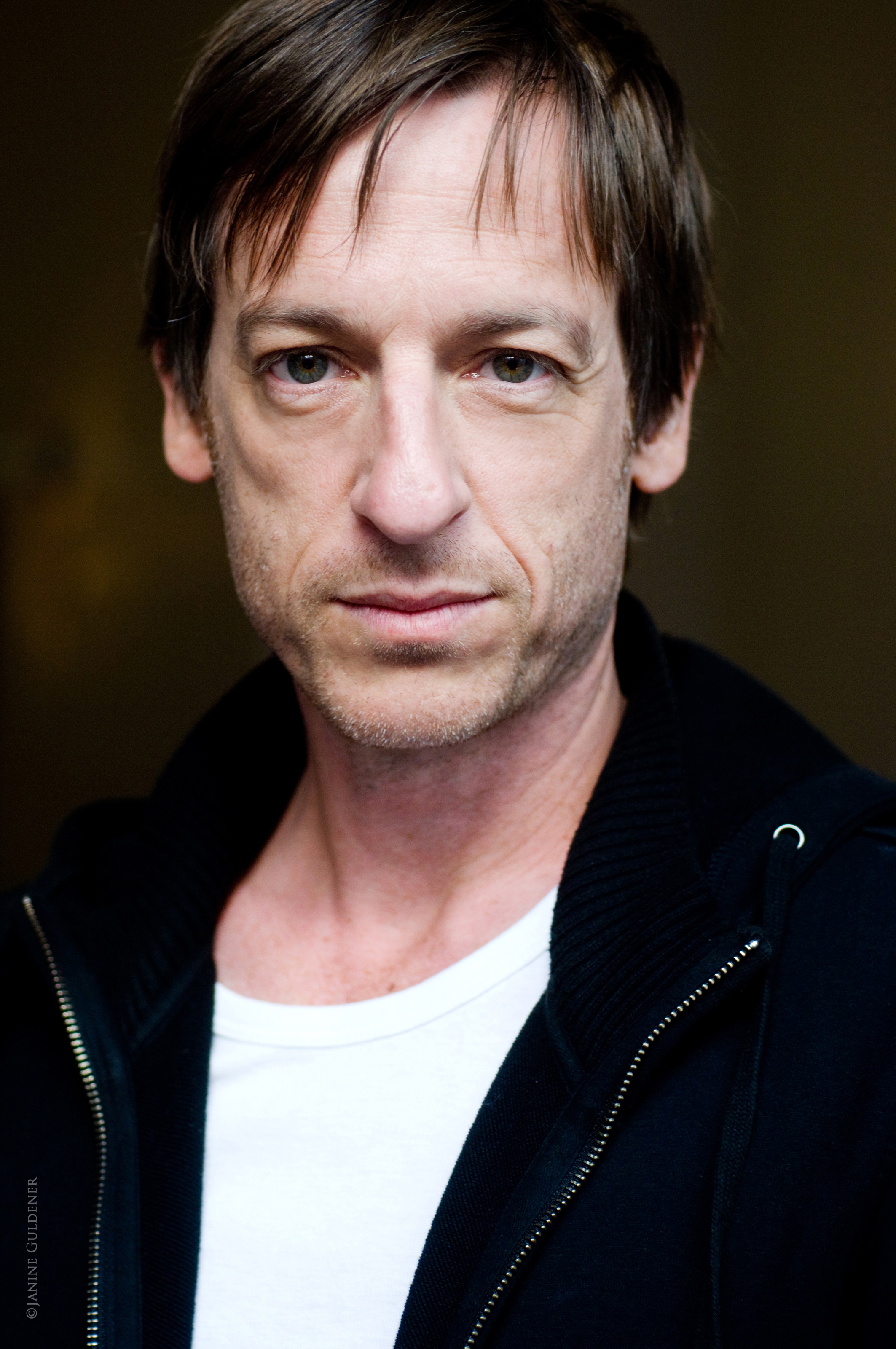
Christian Wittmann (* 1967)

- Wittmann, Christoph (* 1967), deutscher Opernsänger (Tenor)
- Wittmann, Daniel (* 1993), deutscher Schauspieler
- Wittmann, David (* 1994), deutscher Synchron- und Hörspielsprecher
- Wittmann, Erich (* 1939), deutscher Mathematikdidaktiker und Hochschullehrer
- Wittmann, Felix (1923–2012), deutscher Kommunalpolitiker (CDU), Bürgermeister von Heiligenhaus
- Wittmann, Ferdinand (* 1836), deutscher mehrfacher Giftmörder
- Wittmann, Folker (* 1936), deutscher Physiker und emeritierter Hochschullehrer
- Wittmann, Franz (1887–1975), deutscher Politiker (CSU), Mitglied der Verfassunggebenden Landesversammlung in Bayern
- Wittmann, Franz (1895–1975), deutscher Landwirt und Politiker (BVP, CSU), MdB
- Wittmann, Franz junior (* 1983), österreichischer Rallyefahrer
- Wittmann, Franz Michael (1804–1857), deutscher Historiker und Archivar
- Wittmann, Franz senior (* 1950), österreichischer Rallyefahrer
- Wittmann, Fritz (1933–2018), deutscher Jurist und Politiker (CSU), MdB
- Wittmann, Georg Michael (1760–1833), deutscher römisch-katholischer Geistlicher und Weihbischof im Bistum Regensburg
- Wittmann, Gerd (* 1945), deutscher Eishockeyspieler und -trainer
- Wittmann, Gerhard (* 1964), deutscher Schauspieler
- Wittmann, Gundel (1905–1990), deutsche Leichtathletin und Handballspielerin
- Wittmann, Heiner (* 1955), deutscher Romanist (Literatur- und Kulturwissenschaften), Politikwissenschaftler und HistorikerHeiner Wittmann (* 1955)

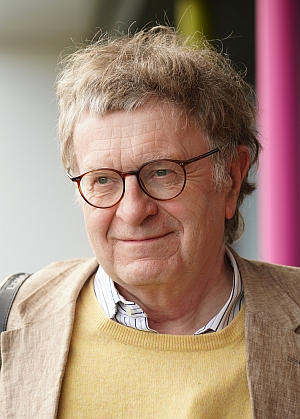
Heiner Wittmann (* 1955)

- Wittmann, Heinrich (1889–1967), Wasserbauingenieur und Hochschullehrer
- Wittmann, Heinz (* 1943), deutscher Fußballspieler
- Wittmann, Heinz-Günter (1927–1990), deutscher Biochemiker
- Wittmann, Helena (* 1982), deutsche Künstlerin und Filmemacherin
- Wittmann, Helmut (* 1959), österreichischer Märchenerzähler
- Wittmann, Henri (* 1937), kanadischer Linguist
- Wittmann, Hubert (1923–2021), deutscher Maler und Grafiker
- Wittmann, Hugo (1839–1923), deutsch-österreichischer Schriftsteller und Operettenautor
- Wittmann, Hugo (1882–1964), deutscher Kaufmann und Kommunalpolitiker
- Wittmann, Johann (* 1937), deutscher Jurist, Verwaltungsrichter a. D.
- Wittmann, Johanna (1811–1848), deutsche Theaterschauspielerin und Opernsängerin
- Wittmann, Johannes (1885–1960), deutscher Psychologe, Pädagoge und Hochschullehrer
- Wittmann, Josef (1880–1968), deutscher Kirchenmaler
- Wittmann, Josef (* 1882), österreichischer Kugelstoßer, Diskuswerfer, Steinstoßer und Tauzieher
- Wittmann, Josef (* 1950), deutscher Lyriker, Schriftsteller und Buchillustrator
- Wittmann, Julian (1891–1951), deutscher Jurist, Kommunalpolitiker (BVP, CSU), Erster Bürgermeister, Mitglied der Verfassunggebenden Landesversammlung Bayerns, Landtagsabgeordneter (Bayern)
- Wittmann, Jürgen (* 1966), deutscher Fußballtorwart
- Wittmann, Karoline (1913–1978), deutsche Malerin
- Wittmann, Kira (* 2000), deutsche Leichtathletin
- Wittmann, Klaus (1937–2023), deutscher literarischer Übersetzer
- Wittmann, Klaus (* 1946), deutscher Brigadegeneral
- Wittmann, Konrad (1891–1951), deutscher Architekt, Maler, Kupferstecher, Autor und Hochschullehrer
- Wittmann, Konrad (1905–1981), deutscher Politiker (WAV, DP, CSU), MdB
- Wittmann, Lilith (* 1995), deutsche Softwareentwicklerin, IT-Sicherheitsexpertin und Aktivistin
- Wittmann, Livia Käthe (* 1938), deutsche Literaturwissenschaftlerin
- Wittmann, Ludwig (1898–1972), deutscher Politiker (KPD), MdL
- Wittmann, Manfred (* 1943), deutscher Serienmörder, wegen dreier Morde an minderjährigen Mädchen verurteilt
- Wittmann, Marco (* 1989), deutscher Automobilrennfahrer
- Wittmann, Matthias (* 1984), deutscher Eishockeyspieler
- Wittmann, Max (1895–1971), österreichischer Bühnen-, Film- und Fernsehschauspieler
- Wittmann, Mechthilde (* 1967), deutsche Politikerin (CSU), MdB, MdL
- Wittmann, Michael (1870–1948), deutscher katholischer Ethiker
- Wittmann, Michael (1914–1944), deutscher Militär, Kompaniechef der schweren SS-Panzer-Abteilung 501Michael Wittmann (1914–1944)

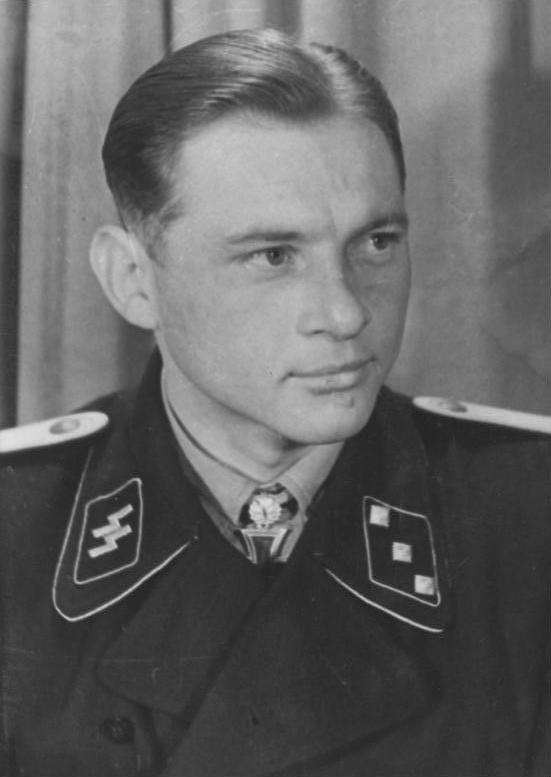
Michael Wittmann (1914–1944)

- Wittmann, Michael (* 1956), deutscher Musikwissenschaftler
- Wittmann, Michael (* 1959), österreichischer Comiczeichner
- Wittmann, Mirjana (* 1938), Übersetzerin
- Wittmann, Ole (* 1977), deutscher Kunsthistoriker und Kurator
- Wittmann, Otto (1907–1986), deutscher Geologe und Gymnasiallehrer
- Wittmann, Otto (1921–2006), deutscher Politiker (SPD), MdB
- Wittmann, Patrizius (1818–1883), deutscher katholischer Theologe und Historiker
- Wittmann, Paul (1900–1985), rumäniendeutscher Kirchenmusiker und Komponist
- Wittmann, Peter (* 1951), deutscher Maler und Gartenkünstler
- Wittmann, Peter (* 1957), österreichischer Politiker (SPÖ), Abgeordneter zum Nationalrat
- Wittmann, Philipp (1815–1867), deutscher Jurist, hessischer Politiker und Abgeordneter
- Wittmann, Pius (1849–1926), deutscher Historiker und Archivar
- Wittmann, Reinhard (* 1945), deutscher Redakteur und BuchwissenschaftlerReinhard Wittmann (* 1945)

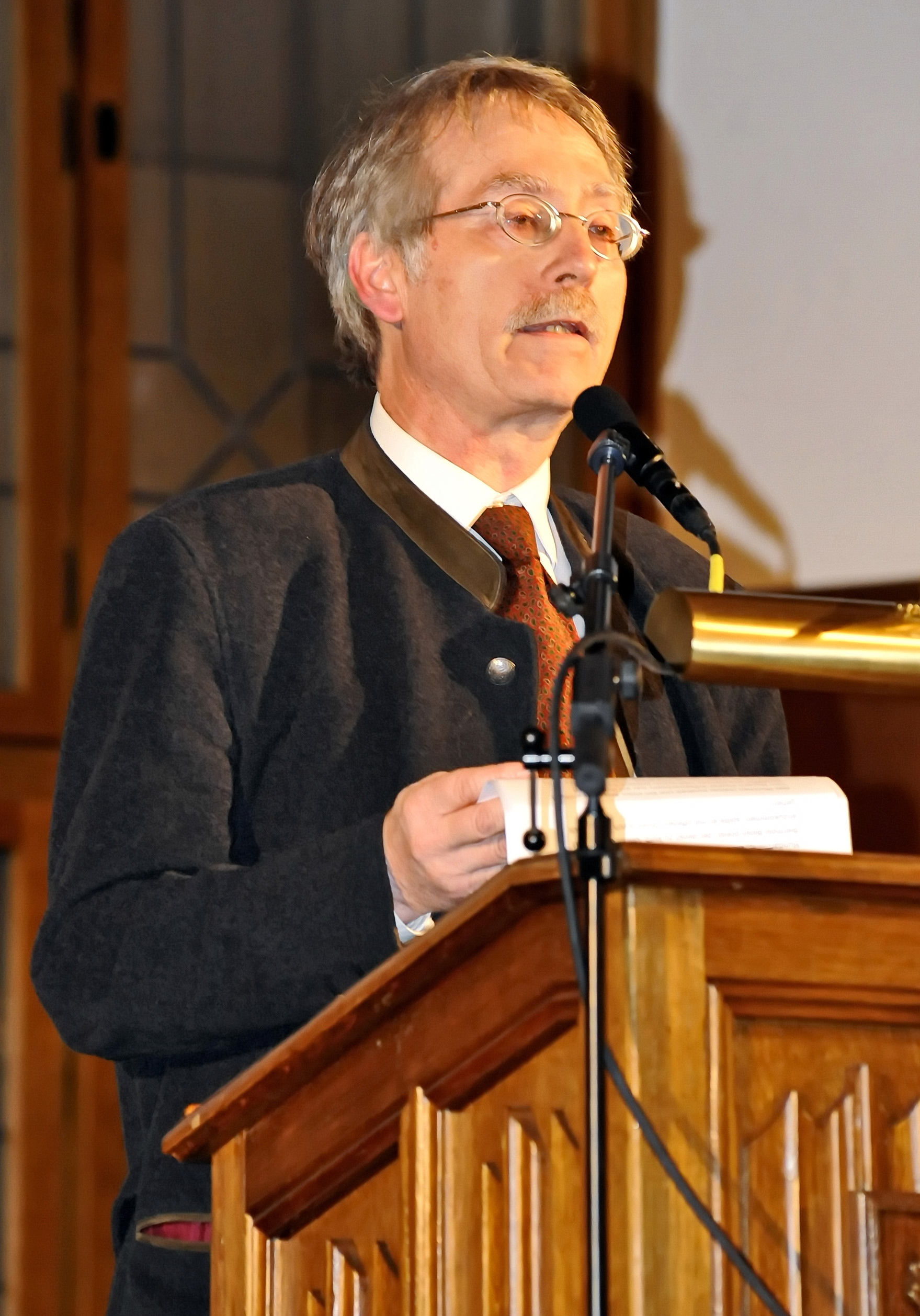
Reinhard Wittmann (* 1945)

- Wittmann, Robert (* 1804), deutscher Cellist und Komponist
- Wittmann, Roger (* 1960), deutscher Unternehmer
- Wittmann, Roland (1942–2019), deutscher Jurist
- Wittmann, Sabrina (* 1991), deutsche Fußballspielerin und -trainerin
- Wittmann, Simon (* 1947), deutscher Politiker (CSU), MdB
- Wittmann, Thomas (* 1963), deutscher Schauspieler
- Wittmann, Waldemar (1925–1988), deutscher Wirtschaftswissenschaftler
- Wittmann, Walter (1935–2016), Schweizer Wirtschaftswissenschaftler und Publizist
- Wittmann, Walter (1948–2020), österreichischer Jurist und Schachspieler
- Wittmann, Werner W. (* 1944), deutscher Psychologe, Evaluationsforscher und Forschungsmethodiker
- Wittmann, Wilhelm (1845–1899), deutscher Architekt und Hochschullehrer
- Wittmann-Englert, Kerstin (* 1962), deutsche Kunsthistorikerin
- Wittmar, Petra (* 1955), deutsche Fotografin und Künstlerin
- Wittmer, Eberhard Ludwig (1905–1989), deutscher Komponist
- Wittmer, Georg (1825–1910), deutscher Auswanderer, Pionier der Erdölindustrie
- Wittmer, Gustav (1834–1917), deutscher Kunsthistoriker und Schriftsteller
- Wittmer, Hannes (* 1986), deutscher Sänger und SongwriterHannes Wittmer (* 1986)

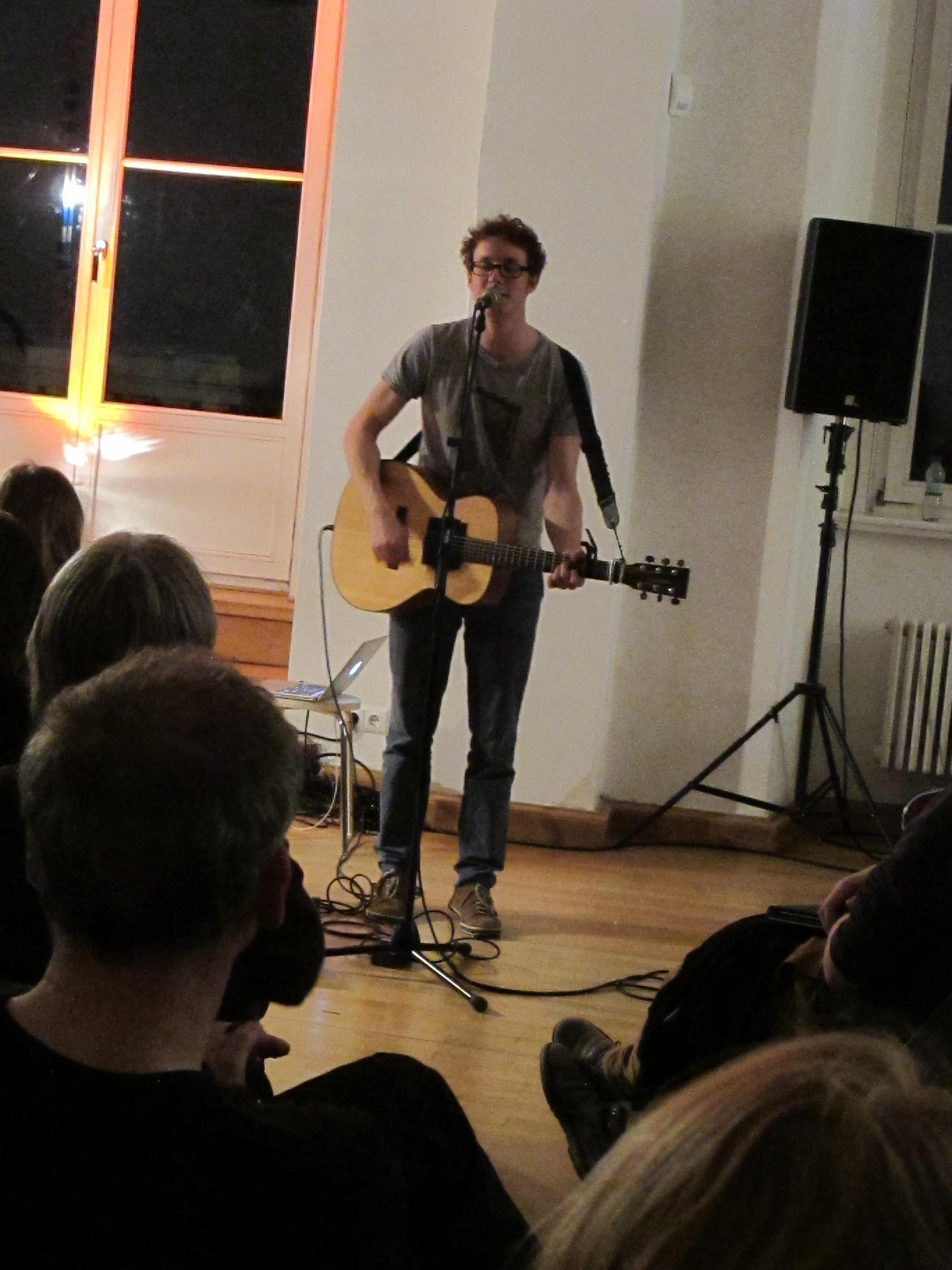
Hannes Wittmer (* 1986)

- Wittmer, Irina (* 1953), deutsche Schriftstellerin
- Wittmer, Johann Michael (1802–1880), deutscher Maler
- Wittmer, Max (1881–1933), deutscher Verwaltungsbeamter
- Wittmer, Rudolf (1853–1940), deutscher Marineoffizier, Kustos der Reichsmarinesammlung sowie Seefahrts- und Marineschriftsteller
- Wittmer-Eigenbrodt, Kurt (1889–1975), deutscher Jurist, Landwirt und Politiker (Alldeutscher Verband, DNVP, CDU), MdB
- Wittmers, Dagmar (* 1952), deutsche Regisseurin und Drehbuchautorin
- Wittmütz, Volkmar (* 1940), deutscher Historiker und Lehrer

### Wittn
- Wittneben, Armin (* 1957), deutscher Elektroingenieur und Hochschullehrer
- Wittneben, Karin (1935–2016), deutsche Krankenschwester, Unterrichtsschwester, Schulleiterin und Pflegewissenschaftlerin
- Wittner, David (* 1982), deutscher Politiker (parteilos), Oberbürgermeister der Stadt Nördlingen
- Wittner, Doris (1880–1937), deutsche Schriftstellerin, Chefredakteurin, Kultur- und Theaterkritikerin sowie Herausgeberin
- Wittner, Georg Alfred (* 1962), deutscher Schauspieler, Musiker und Fotograf
- Wittner, Gerhard (1926–1998), deutscher Maler, Zeichner und Grafiker
- Wittner, Jessica (* 1983), US-amerikanische Raumfahrtanwärterin
- Wittner, Markus (* 1973), österreichischer Freestyle-Skisportler
- Wittner, Victor (1896–1949), österreichischer Schriftsteller

### Witto
- Wittola, Marcus Anton (1736–1797), österreichischer Theologe und Pfarrer
- Witton, Hannah (* 1992), britische YouTuberin, Influencerin, Vloggerin
- Witton, Mark P. (* 1984), britischer Wirbeltierpaläontologe und Paläokünstler
- Wittong, Charly (1876–1943), deutscher Volkssänger
- Wittorf, John (1894–1981), deutscher Politiker (KPD), MdHB, Hauptbeteiligter der „Wittorf-Affäre“

### Wittp
- Wittpennig, Susanne (* 1972), Schweizer Schriftstellerin

### Wittr
- Wittrahm, Andreas (* 1958), deutscher Psychologe und römisch-katholischer Theologe
- Wittram, Heinrich (1931–2018), evangelischer Theologe und Kirchenhistoriker deutschbaltischer Herkunft
- Wittram, Reinhard (1902–1973), deutscher Historiker
- Wittreck, Fabian (* 1968), deutscher Rechtswissenschaftler
- Wittrich, Peter (* 1959), deutscher Komponist und Hochschullehrer
- Wittrisch, Marcel (1903–1955), deutscher Opernsänger (Tenor)
- Wittrock, Christian (1882–1967), deutscher Politiker (SPD), MdL
- Wittrock, Christine (* 1948), deutsche Historikerin
- Wittrock, Finn (* 1984), US-amerikanischer SchauspielerFinn Wittrock (* 1984)

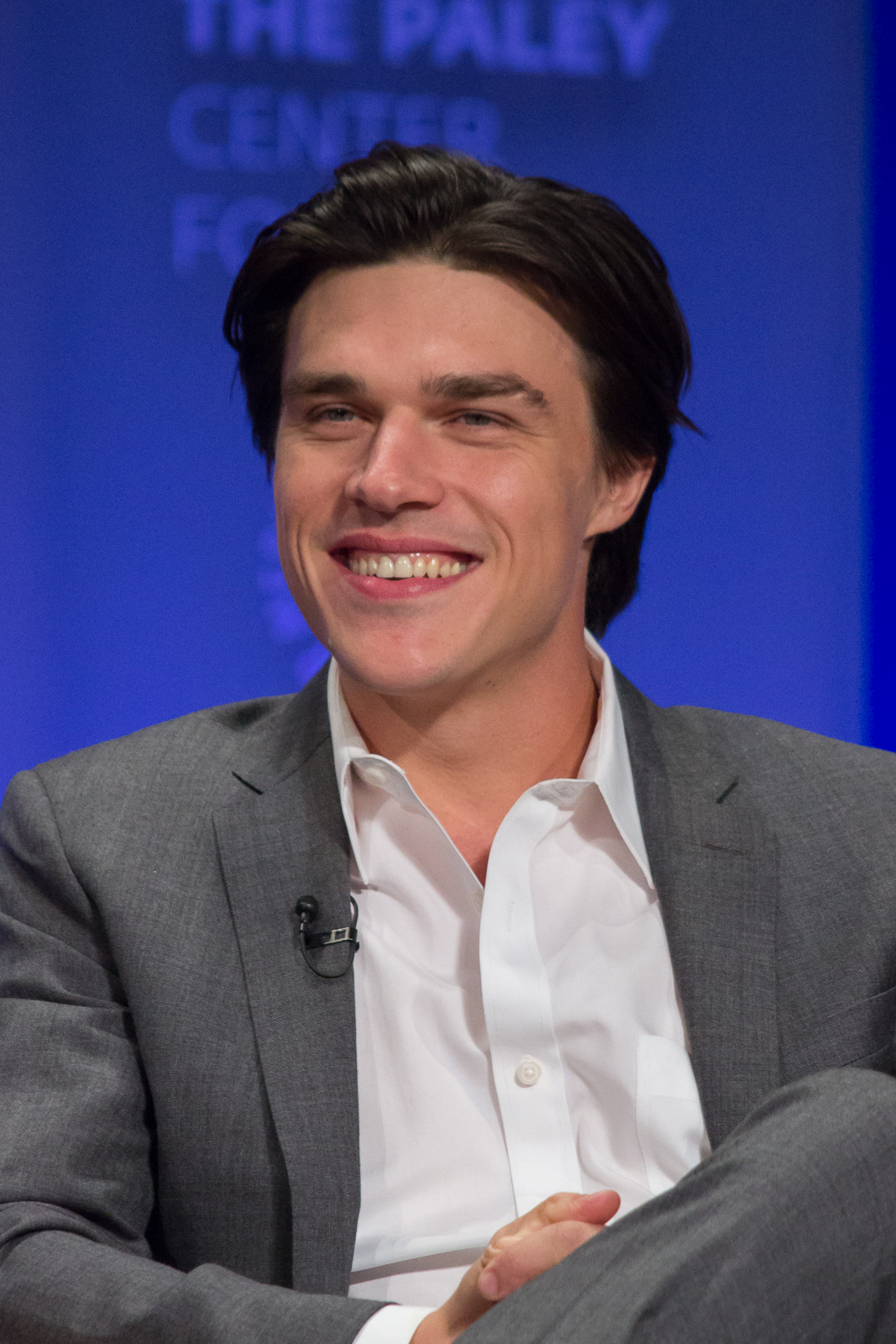
Finn Wittrock (* 1984)

- Wittrock, Heiner (* 1948), deutscher Lehrer und Rektor, Heimatforscher und Sachbuch-Autor
- Wittrock, Hugo (1873–1958), deutsch-baltischer Politiker und kommissarischer Oberbürgermeister der Stadt Riga
- Wittrock, Karl (1917–2000), deutscher Jurist und Politiker (SPD), MdB, Präsident des Bundesrechnungshofes (1978–1985)
- Wittrock, Manfred (* 1950), deutscher Psychologe
- Wittrock, Philipp (1834–1918), deutscher Jurist und Parlamentarier
- Wittrock, Therese (1888–1957), sozialdemokratische Widerstandskämpferin in der Sozialistischen Front in Hannover
- Wittrock, Veit Brecher (1839–1914), schwedischer Botaniker und Politiker, Mitglied des Riksdag
- Wittrock, Viktor (1869–1944), deutsch-baltischer evangelisch-lutherischer Geistlicher und Autor
- Wittrock, Willi (1898–1966), deutscher Jurist, Verwaltungsbeamter und Politiker (SPD), MdL
- Wittrock, Wolfgang (* 1947), deutscher Kunsthändler
- Wittrup, Aloys (1877–1961), deutscher Theologe, katholischer Priester, Pädagoge und päpstlicher Geheimkämmerer

### Witts
- Witts, David (* 1991), britischer Schauspieler und Model
- Wittsack, Richard (1887–1952), deutscher Sprechwissenschaftler
- Wittschas, Gustav (1868–1953), deutscher Landschafts-, Genre-, Historien- und Kirchenmaler der Düsseldorfer Schule
- Wittschier, Heinz-Willi (* 1942), deutscher Romanist und Hochschullehrer
- Wittschier, Michael (* 1953), deutscher Didaktiker, Lehrer und Künstler
- Wittstadt, Horst (* 1964), deutscher Steinmetz, Steinbildhauer und Umweltaktivist
- Wittstadt, Klaus (1936–2003), deutscher Kirchenhistoriker
- Wittstadt, Werner (1907–1956), deutscher Chemiker
- Wittstein, Armin (1846–1906), deutscher Astronom
- Wittstein, Georg Christian (1810–1887), deutscher Chemiker, Botaniker, Lehrer und Übersetzer
- Wittstein, Theodor (1816–1894), deutscher Pädagoge und Schulbuchautor
- Wittstock, Albert (1837–1903), deutscher Schriftsteller, Pädagoge, Realschuldirektor
- Wittstock, Erwin (1899–1962), deutschsprachiger rumänischer Schriftsteller
- Wittstock, Estie (* 1980), südafrikanische Leichtathletin
- Wittstock, Herma Auguste (* 1977), deutsche Performancekünstlerin
- Wittstock, Joachim (* 1939), rumänischer Sprachwissenschaftler
- Wittstock, Jürgen (1944–2012), deutscher Kunsthistoriker und Museumsleiter
- Wittstock, Otto (* 1928), deutscher Klassischer Philologe
- Wittstock, Uwe (* 1955), deutscher Literaturkritiker und AutorUwe Wittstock (* 1955)

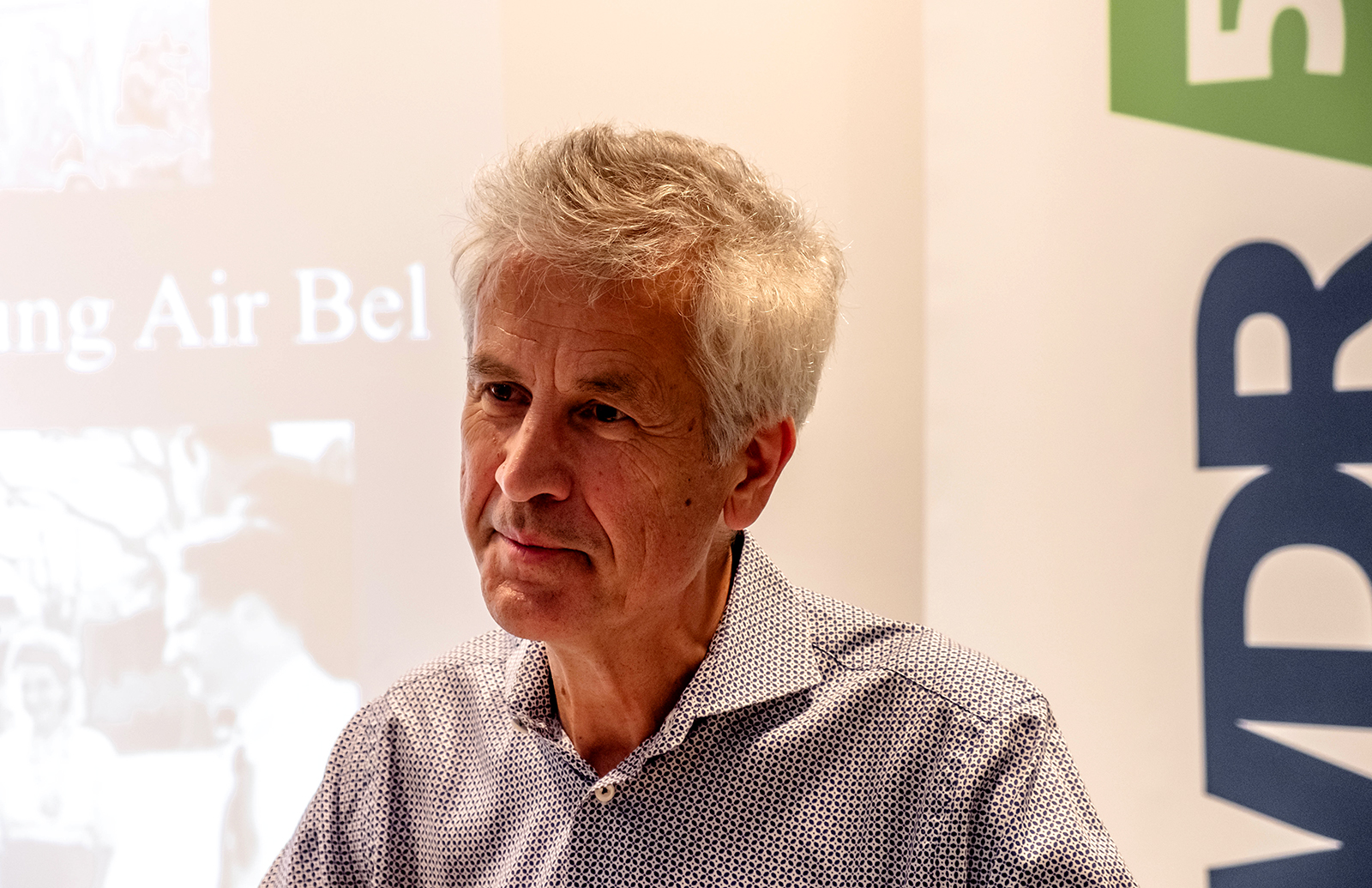
Uwe Wittstock (* 1955)

### Wittu
- Wittuhn, Tr. Georg (1900–1979), deutscher Filmproduktionsleiter, Herstellungsleiter, Drehbuchautor und Dokumentarfilm-Regisseur
- Wittula, Anna (1861–1918), österreichische Erzählerin und Schriftstellerin
- Wittum, Albert (1844–1923), deutscher Politiker (NLP), MdR

### Wittw
- Wittwer, Andreas (* 1990), Schweizer Fußballspieler
- Wittwer, Beat (* 1966), Schweizer Schauspieler
- Wittwer, Bernhard (* 1942), deutscher Industrie-Designer
- Wittwer, Daniel (* 1959), Schweizer Politiker (EDU)
- Wittwer, Georg (1932–2013), deutscher Architekt und Politiker (CDU), MdA
- Wittwer, Hans (1894–1952), Schweizer Architekt
- Wittwer, Héctor (* 1969), deutscher Philosoph
- Wittwer, Jörg (* 1975), deutscher Psychologe und Bildungsforscher
- Wittwer, Josef (1930–1970), deutscher Politiker (CDU), MdL
- Wittwer, Judith (* 1977), Schweizer Journalistin
- Wittwer, Jürg (* 1959), Schweizer Fussballspieler
- Wittwer, Konrad (1903–1973), deutscher Verlagsbuchhändler und Politiker (FDP)
- Wittwer, Matthias (1953–2003), deutscher Kommunalpolitiker (CDU)
- Wittwer, Meinhard (* 1961), deutscher Jurist, Richter am Bundesfinanzhof
- Wittwer, Michael (* 1967), deutscher Fußballspieler
- Wittwer, Philipp Ludwig (1752–1792), deutscher Mediziner
- Wittwer, Samuel (* 1967), Schweizer Kunsthistoriker und Porzellanexperte
- Wittwer, Stefan (* 1971), Schweizer Nordischer Kombinierer
- Wittwer, Stephan (1953–2024), Schweizer Musiker
- Wittwer, Tara-Louise (* 1990), deutsche Autorin, Kolumnistin und WebvideoproduzentinTara-Louise Wittwer (* 1990)

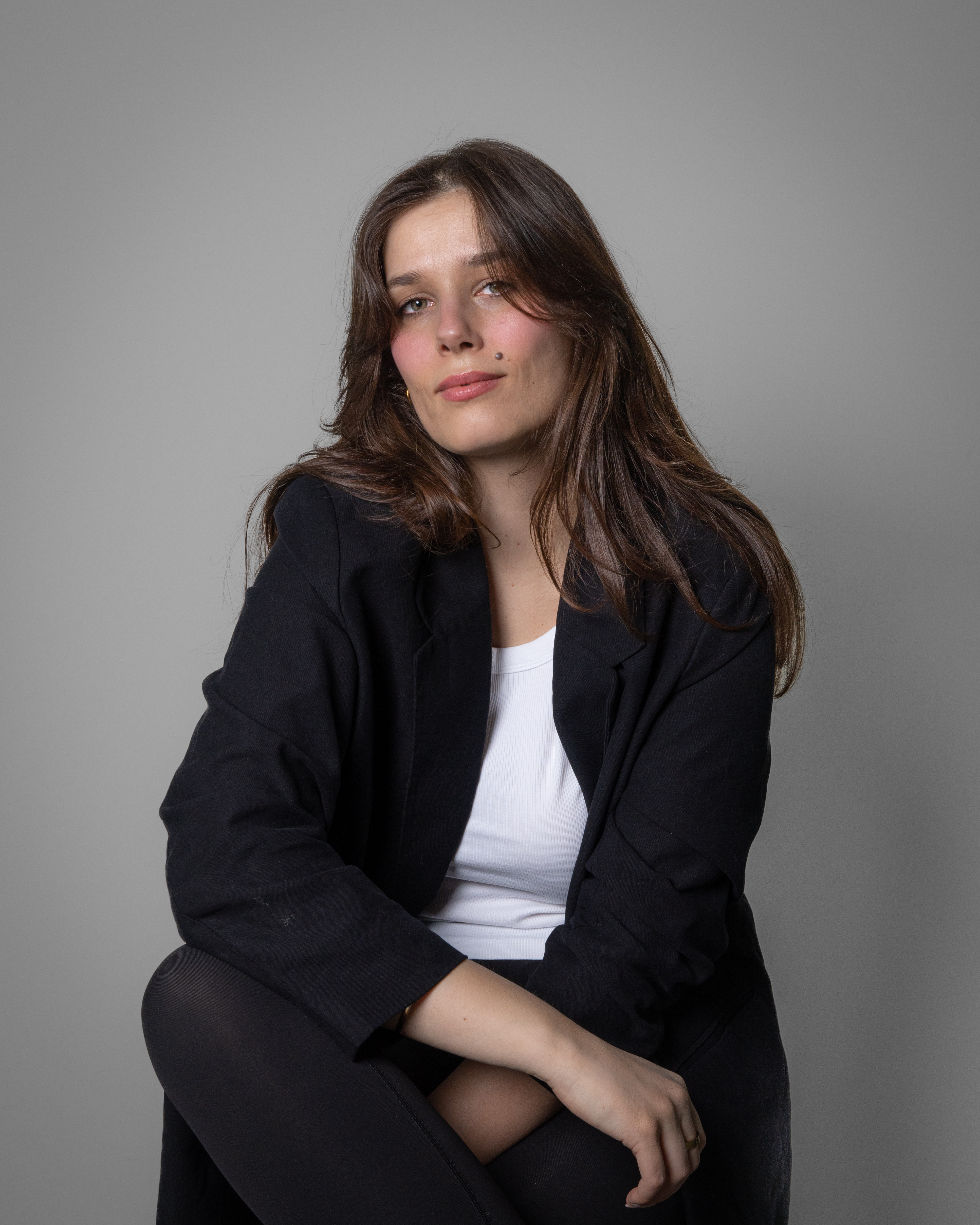
Tara-Louise Wittwer (* 1990)

- Wittwer, Uwe (* 1954), Schweizer Künstler
- Wittwer, Wilhelm Constantin (1822–1908), deutscher Naturforscher
- Wittwer-Backofen, Ursula (* 1957), deutsche Anthropologin
- Wittwer-Gelpke, Martha (1874–1959), Schweizer Malerin, Autorin und Dichterin
- Wittwer-Thomas, Sieglinde (* 1966), Schweizer Künstlerin
- Wittwiler von Rorschach, Ulrich III. (1535–1600), Abt von Einsiedeln

### Witty
- Witty, Arthur (1878–1969), spanisch-englischer Fußballspieler, -funktionär und Geschäftsmann
- Witty, Chris (* 1975), US-amerikanische Eisschnellläuferin
- Witty, John (1915–1990), britischer Schauspieler in Film und Fernsehen